# Valousek-Design bei Fahrzeugen der ÖBB

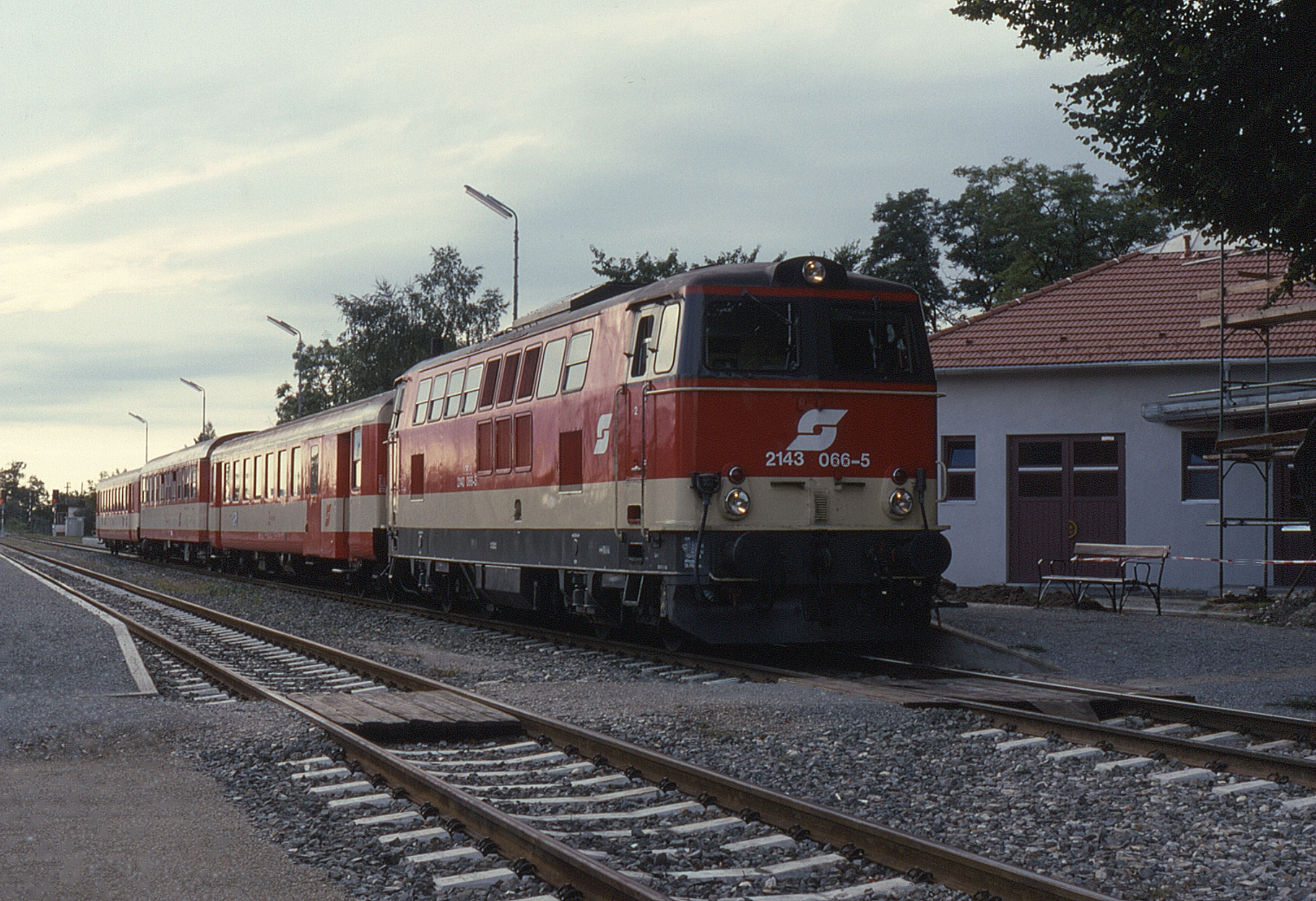
ÖBB-Nahverkehrszug in Valousek-Lackierung

Als Valousek-Design wird im allgemeinen Sprachgebrauch die in den 1980er Jahren eingeführte Lackierung und die Form von Fahrzeugen der Österreichischen Bundesbahnen (ÖBB) nach den Entwürfen des Architekten Wolfgang Valousek bezeichnet.
Das Valousek-Design löste die in den 1970er Jahren von Paul Hoffmann eingeführte Jaffa-Lackierung für Triebfahrzeuge und Wagen ab und wurde bei Wagen bereits ab 1996 (Nahverkehr) und 2002 (Fernverkehr) wieder schrittweise durch neuere Lackierungen ersetzt, bei Lokomotiven gilt das Farbschema teilweise bis heute.

## Valousek-Lackierung

### Geschichte

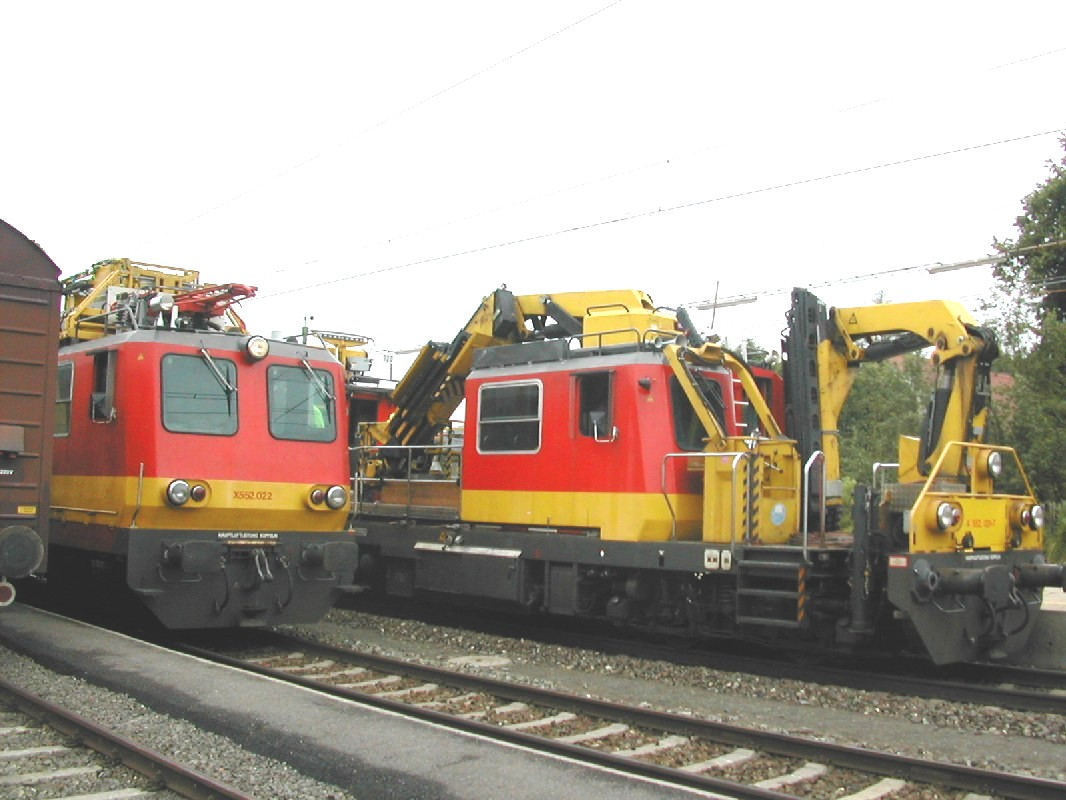
Bahndienstfahrzeuge nach Entwürfen Valouseks

Nach der Gestaltung der Hochbauten am Wiener Zentralverschiebebahnhof und des Zentralstellwerk am Großverschiebebahnhof Villach Süd wurde Architekt Wolfgang Valousek damit beauftragt, in der Fachgruppe Öffentlichkeitsarbeit am Fahrzeugdesign der ÖBB zu arbeiten.

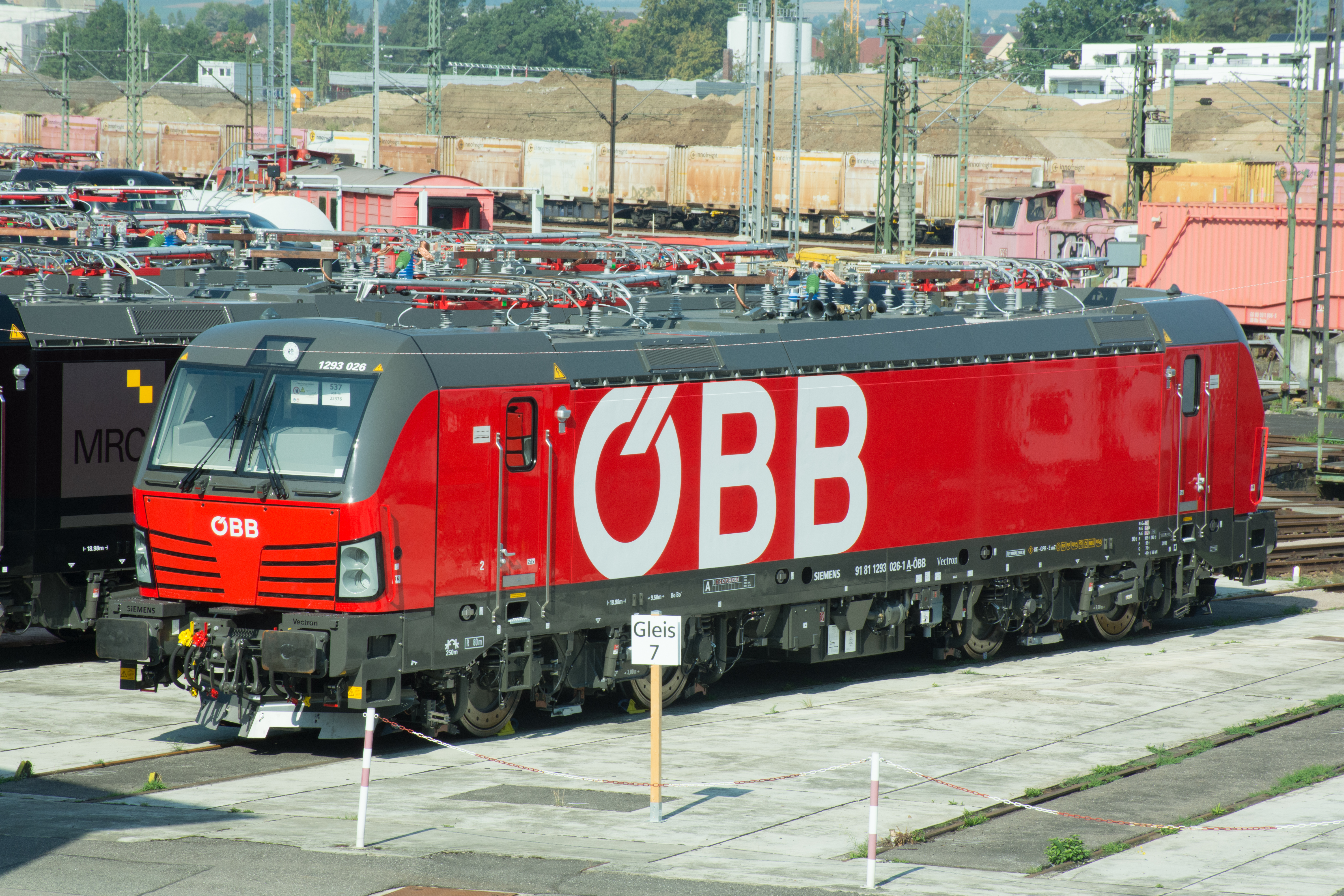
Die Reihe 1293 erhält wieder eine Valousek-ähnliche Lackierung

Nach der Mitarbeit beim Design von Neubautriebwagen und Bahndienstfahrzeugen bekam er den Auftrag, ein gesamteinheitliches Erscheinungsbild für Lokomotiven und Wagen der ÖBB zu schaffen. Viele Wagen wurden dabei nicht nur umlackiert, sondern auch im Interieur neu gestaltet. Zu Beginn dominierten noch die aus den 1970er Jahren stammenden Standardfarben der ÖBB, Blutorange (RAL 2002) und Elfenbein (RAL 1014). Später wurden diese durch Verkehrsrot (RAL 3020) und Achatgrau (RAL 7038) ersetzt, was die Fahrzeuge noch ein Stück moderner aussehen ließ.
Bei Nahverkehrswagen wurde die Valousek-Lackierung ab 1996 schrittweise durch die CRD 2000-Lackierung (einem rot/grauen Schrägdesign) ersetzt. Im Fernverkehr wurde für ab 2004 modernisierte Fahrzeuge (Upgrade) eine neue Lackierung mit unterschiedlichen Grautönen eingesetzt. Für ältere Triebfahrzeuge außerhalb der modernen, ab 1999 beschafften Lokfamilien „Taurus“, „Hercules“ und „Hector“ stellt die Lackierung mit Bauchbinde und „Brille“ bis heute die Standardlackierung der ÖBB dar. Die neuen Lokomotiven der Reihe 1293 erhalten eine ähnliche Lackierung ohne Bauchbinde.

### Wagen
Vor der Einführung des Valousek-Design wurden die Wagen bis zum Ende der 1980er Jahre je nach Zulassung lackiert. RIC-Wagen erhielten die Eurofima-C1-Lackierung, Inlandsreisezugwagen erhielten die Jaffa-Lackierung in Elfenbein mit blutorangem Fensterband mit Zierlinien und umbragrauem Dach. Liege- und Schlafwagen waren blau mit einem schmalen weißen Begleitstreifen und lichtgrauem Dach, Gepäck- und Postwagen gleich wie die Reisezugwagen lackiert.
Mit der Einführung der neuen Lackierungen ab 1987 wurden die Wagen nach Komfortstufen (daher auch als Komfortstufenlackierung bekannt) eingeteilt und erhielten folgende Lackierungen:
| Wagenbauart/Komfortstufe               | Wagenkasten                    | Fensterband                                             | Dach      | Langträger/Schürze                         | Fahrgestell | Bild |
| -------------------------------------- | ------------------------------ | ------------------------------------------------------- | --------- | ------------------------------------------ | ----------- | ---- |
| Reisezugwagen für den Fernverkehr / K1 | blutorange, später verkehrsrot | umbragrau                                               | umbragrau | blutorange, später verkehrsrot / umbragrau | umbragrau   |      |
| Inlandsreisezugwagen / K2              | elfenbein, später grauweiß     | blutorange, später verkehrsrot                          | umbragrau | blutorange                                 | umbragrau   |      |
| Liegewagen                             | achatgrau                      | ultramarinblau                                          | umbragrau | ultramarinblau / umbragrau                 | umbragrau   |      |
| Schlafwagen                            | achatgrau                      | kobaltblau mit zinkgelbem Streifen                      | umbragrau | kobaltblau / umbragrau                     | umbragrau   |      |
| Gepäckwagen                            | elfenbein, später grauweiß     | umbragrau / Gepäcktüren: blutorange, später verkehrsrot | umbragrau | umbragrau                                  | umbragrau   |      |
| Postwagen                              | dahliengelb                    | umbragrau                                               | umbragrau | umbragrau                                  | umbragrau   |      |

Aus Einsparungsgründen und für ein moderneres Aussehen entfielen die Zierlinien beim Fensterband, wodurch die Lackierungsvariante für die Inlandsreisezugwagen auch als Sparlack bekannt war. Die Dachkante wurde auf eine ähnliche Höhe wie bei den Lokomotiven festgelegt, dabei entstand oberhalb des Fensterbandes ein heller Streifen, der auch half die unterschiedlichen Dachhöhen verschiedener Wagenbauarten lackmäßig auszugleichen. Auch die Schürze wurde nach oben gezogen, um mit der Baubinde der Lokomotiven höhentechnisch zu harmonieren.
Für die noch verbliebenen ÖBB-Schmalspurbahnen schuf Valousek eigene Lackierungen, mit grauweißem Wagenkasten, einem verkehrsroten Langträger und umbragrauem Dach sowie Fahrgestell. Die Farbe des Fensterbandes sollte dabei für die befahrene Strecke stehen, dazu wurde für jede Schmalspurbahn eine eigene Kennfarbe festgelegt.
| Bahnlinie                                   | Kennfarbe        | Bild            |
| ------------------------------------------- | ---------------- | --------------- |
| Mariazeller Bahn                            | mariazellerbraun |                 |
| Krimmler Bahn (heute Pinzgauer Lokalbahnen) | dunkelblau       | nicht umgesetzt |
| Waldviertler Schmalspurbahnen               | dunkelgrün       | nicht umgesetzt |
| Ybbstalbahn                                 | hellgrün         |                 |

Tatsächlich umgesetzt wurden nur die Farben Hellgrün und Braun, da man in den Werkstätten entschied, die Fensterbänder der Wagen für die Pinzgauer Lokalbahn ebenfalls hellgrün zu lackieren.

### Lokomotiven
Bis 1987 erfolgte die Lackierung von Lokomotiven in Blutorange mit drei bzw. einer elfenbeinfarbenen Zierlinie mit umbragrauem Dach und Rahmen. Damit Lokomotive und Wagen stärker als Einheit gesehen werden, erschuf Valousek die sogenannte Bauchbinde, einen breiten elfenbeinfarbenen Zierstreifen genau in der Höhe der Parapetzone der Wagen. Das Dach und der Rahmen blieben weiterhin umbragrau. Da die erste in diesem Farbschema lackierte 1043.010 eine sehr gerade Front hatte, wurde das Grau des Daches um die Stirnfenster hinuntergezogen, die sogenannte Brille entstand. Die folgenden 1146 erhielten oberhalb dieser Stirnfernsterumrandung einen blutorangen Zierstreifen. Dieses Lackschema wurde auch bei Triebfahrzeugen der Reihen 2043, 2143, 2095, 2091 und 1046 (Altkasten) angewendet, oft ohne einen direkten Vorschlag Valouseks. Bei letzteren beiden Reihen beschränkte sich die Umlackierung auf jeweils eine Lok.

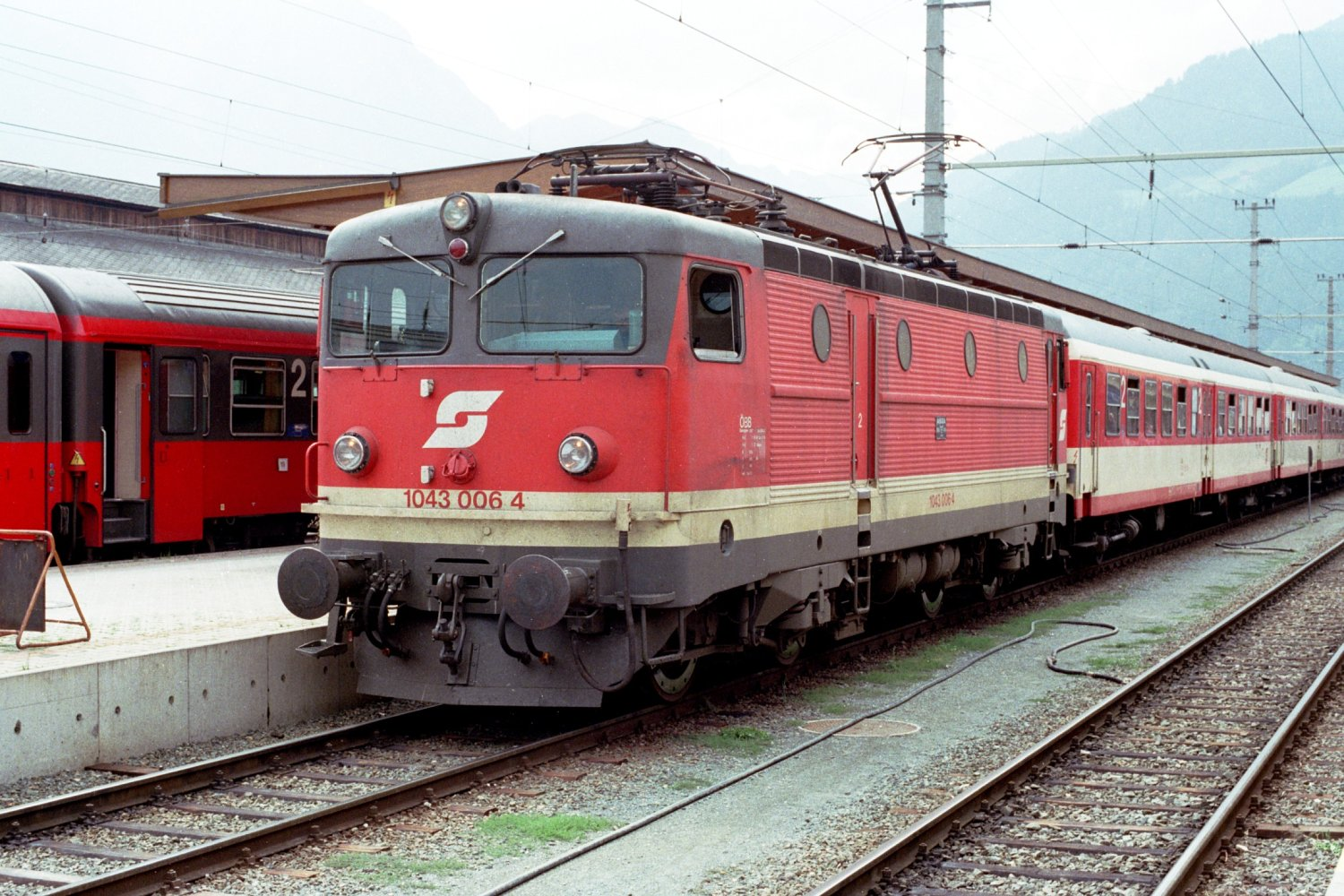
1043.006 in Valousek-Lackierung
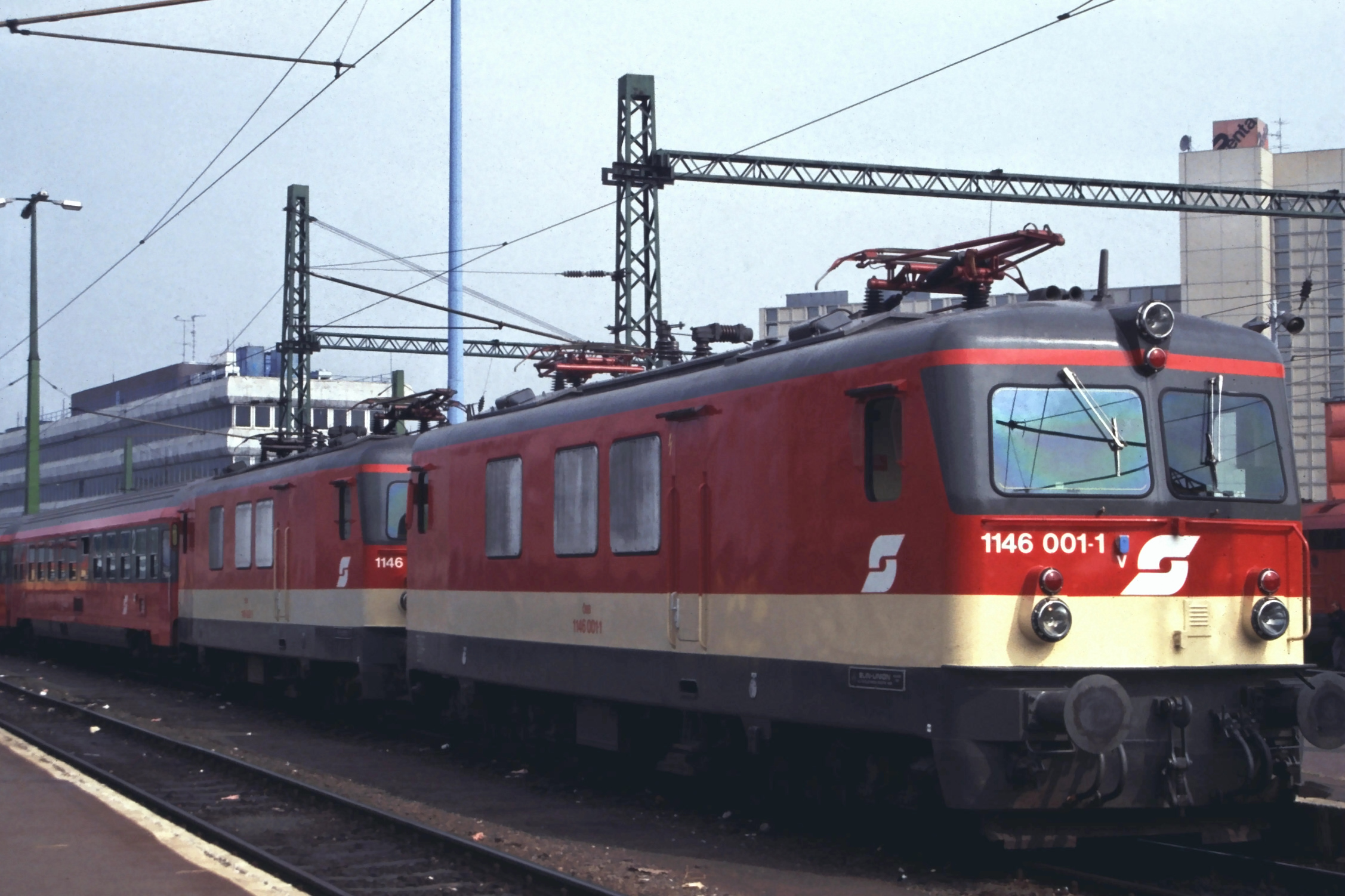
ÖBB 1146.001 und 002
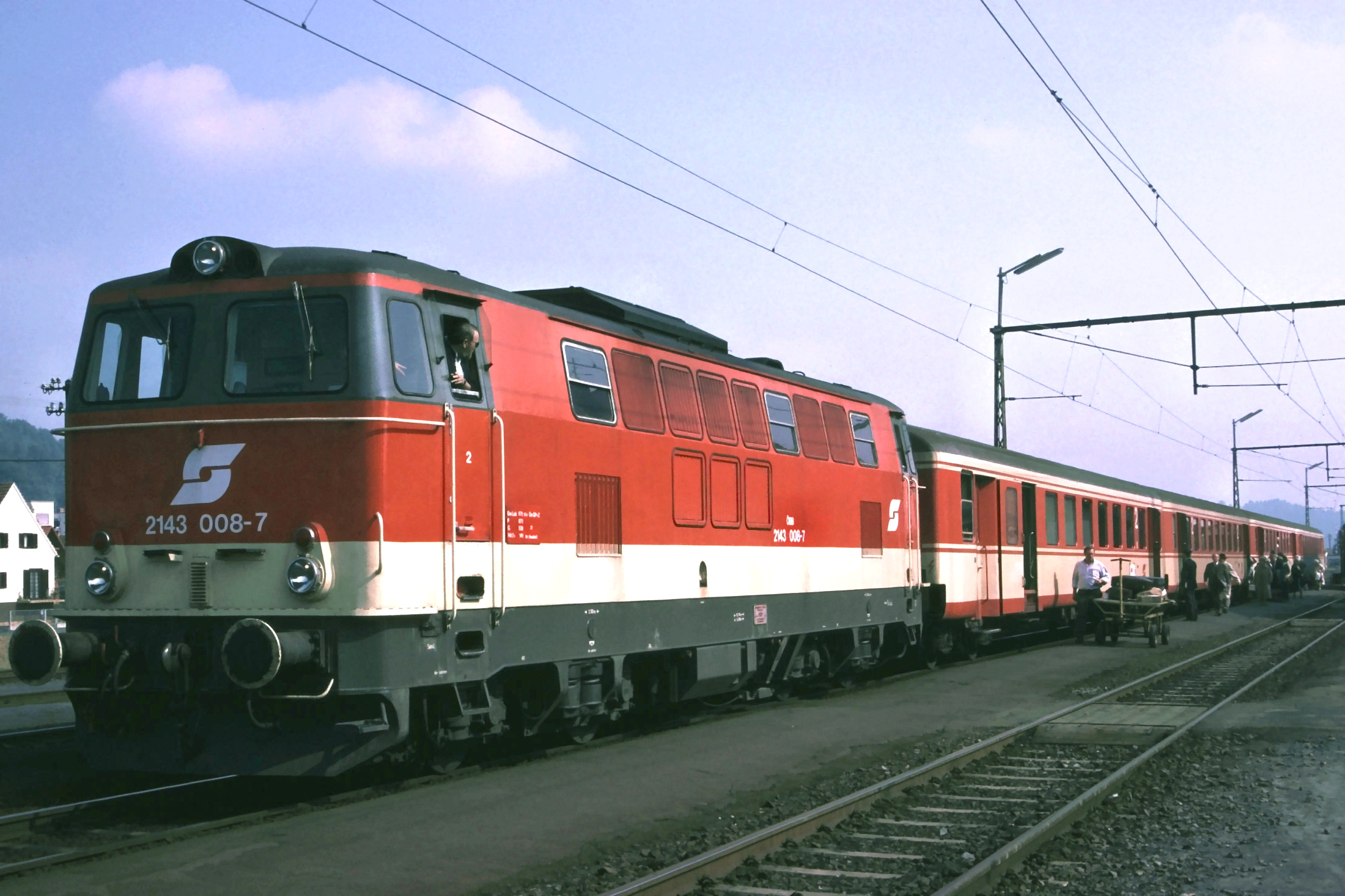
2143.008 in der ursprünglichen Valousek-Lackierung
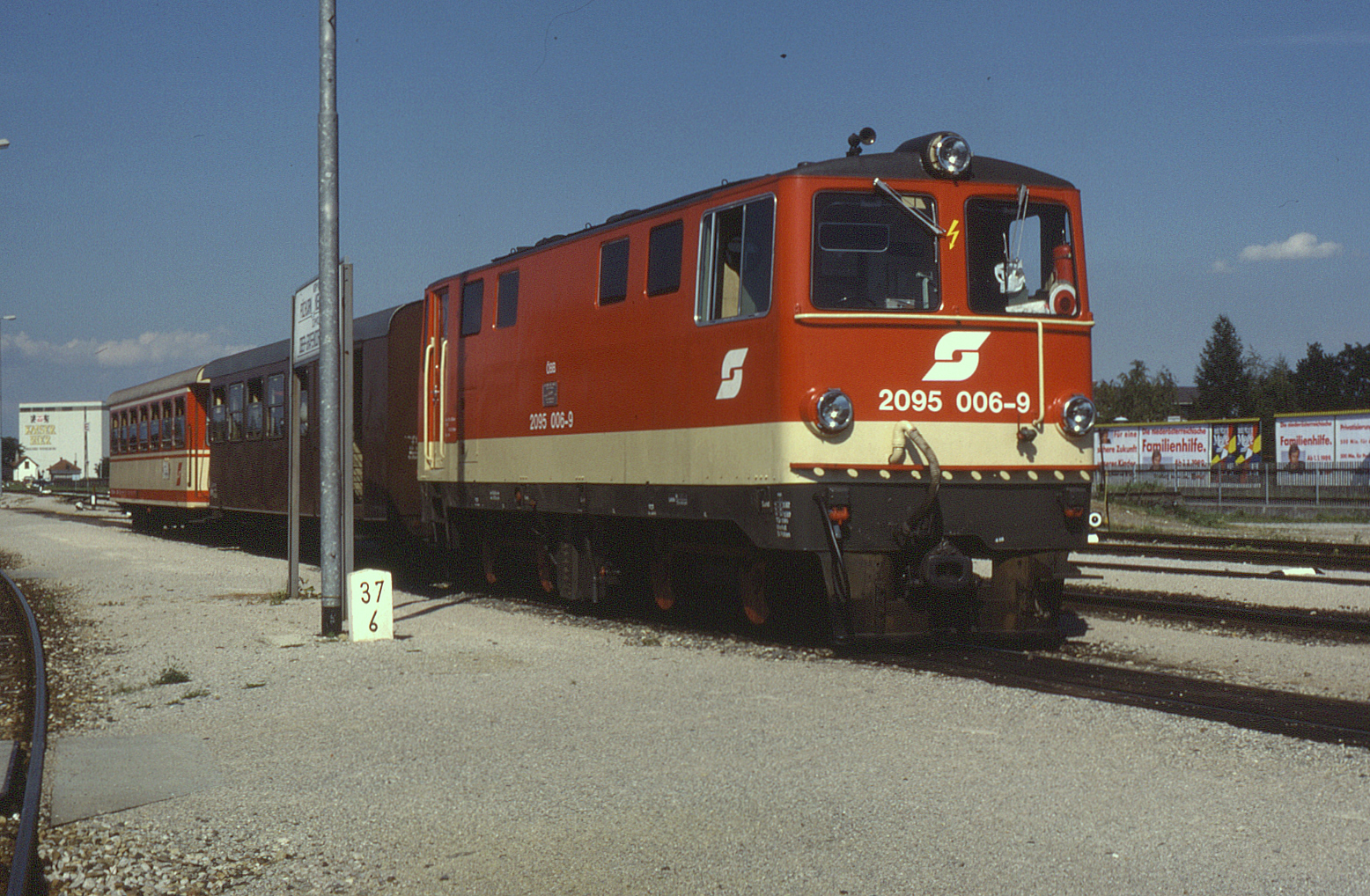
die auch 2095.006 erhielt
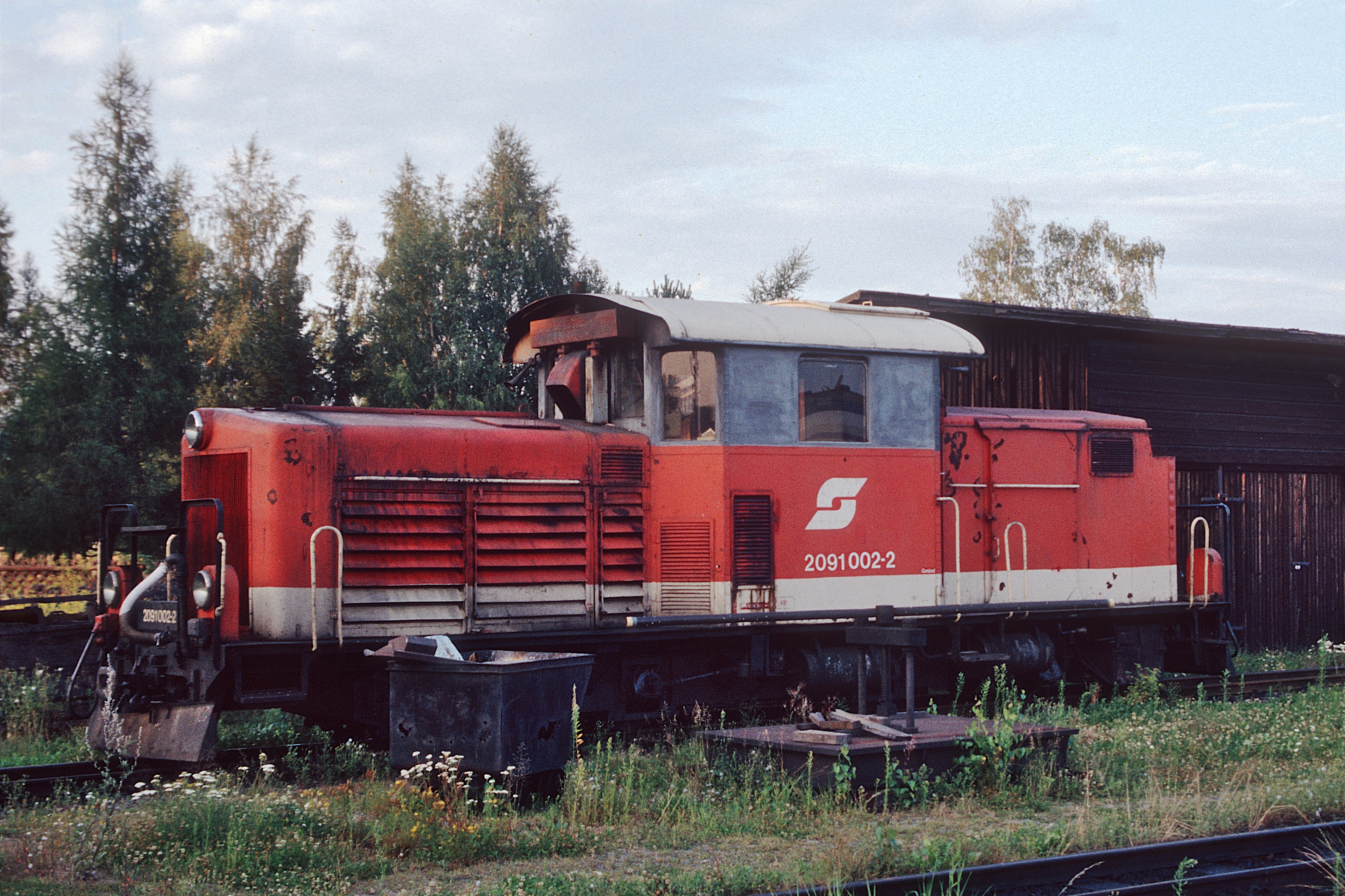
2091.002 wurde von Werkstättenmitarbeitern umgestaltet
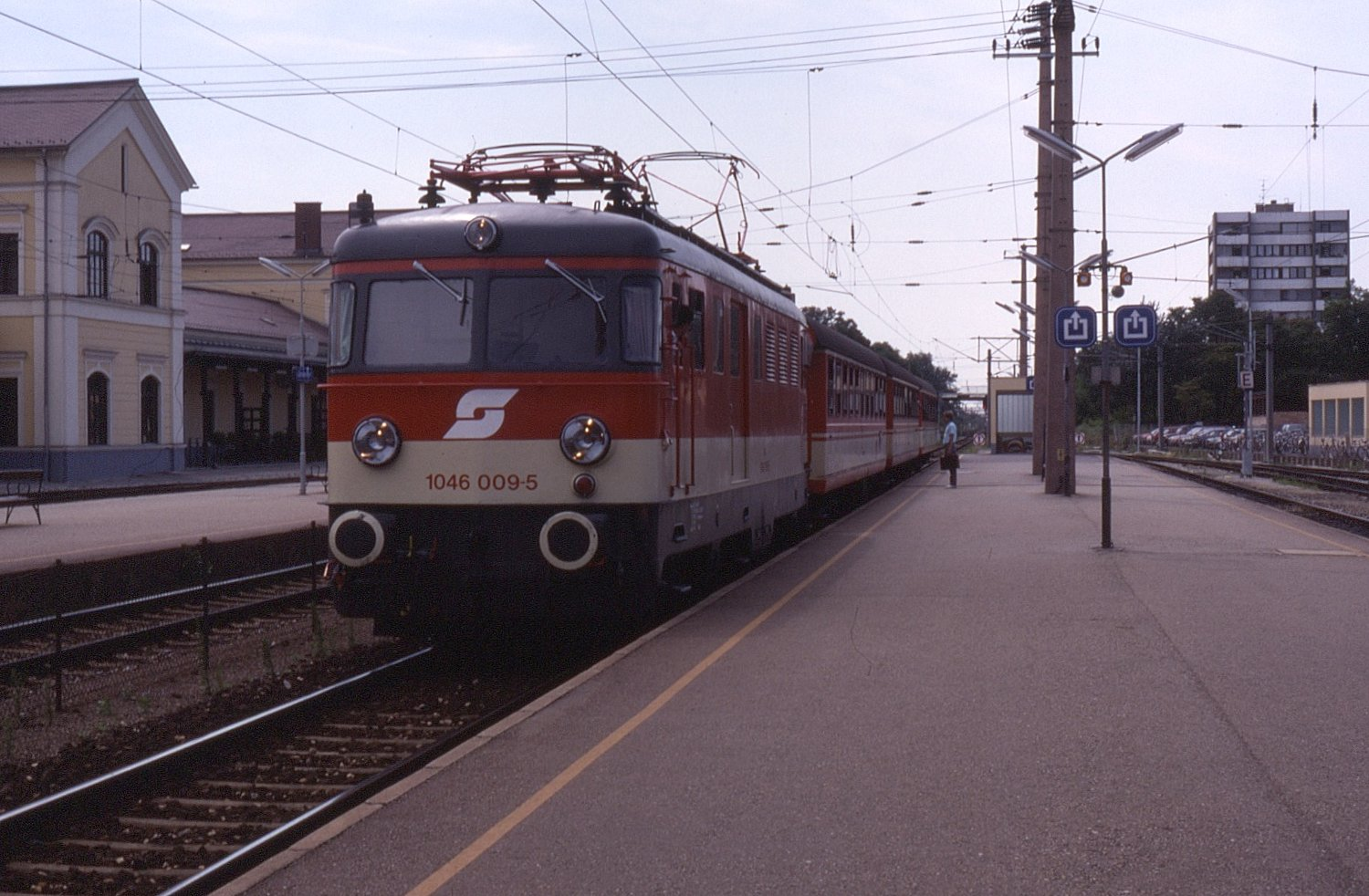
ebenso wie 1046.009

Für die Schnellfahrlokomotive 1044.501 schuf Valousek ein eigenes Farbschema, für die Serie schlug er eine Mischung aus 1044.501 und der Bauchbinde vor. In diesem schachbrettartigen Lack wurden die 1044.201-203 sowie die Unfallneubauten 1044.092 und 117 ausgeliefert. Letztgenannte sind noch heute (zur 1144 umgebaut) in dieser Lackierung im Einsatz. Die Diesellokomotiven der Reihen 2050 und 2048 erhielten ebenfalls eine Lackierung in blutorange/elfenbein/umbragrau, allerdings mit einem schmäleren elfenbeinfarbenen Zierstreifen am Rahmen anstelle der Bauchbinde.

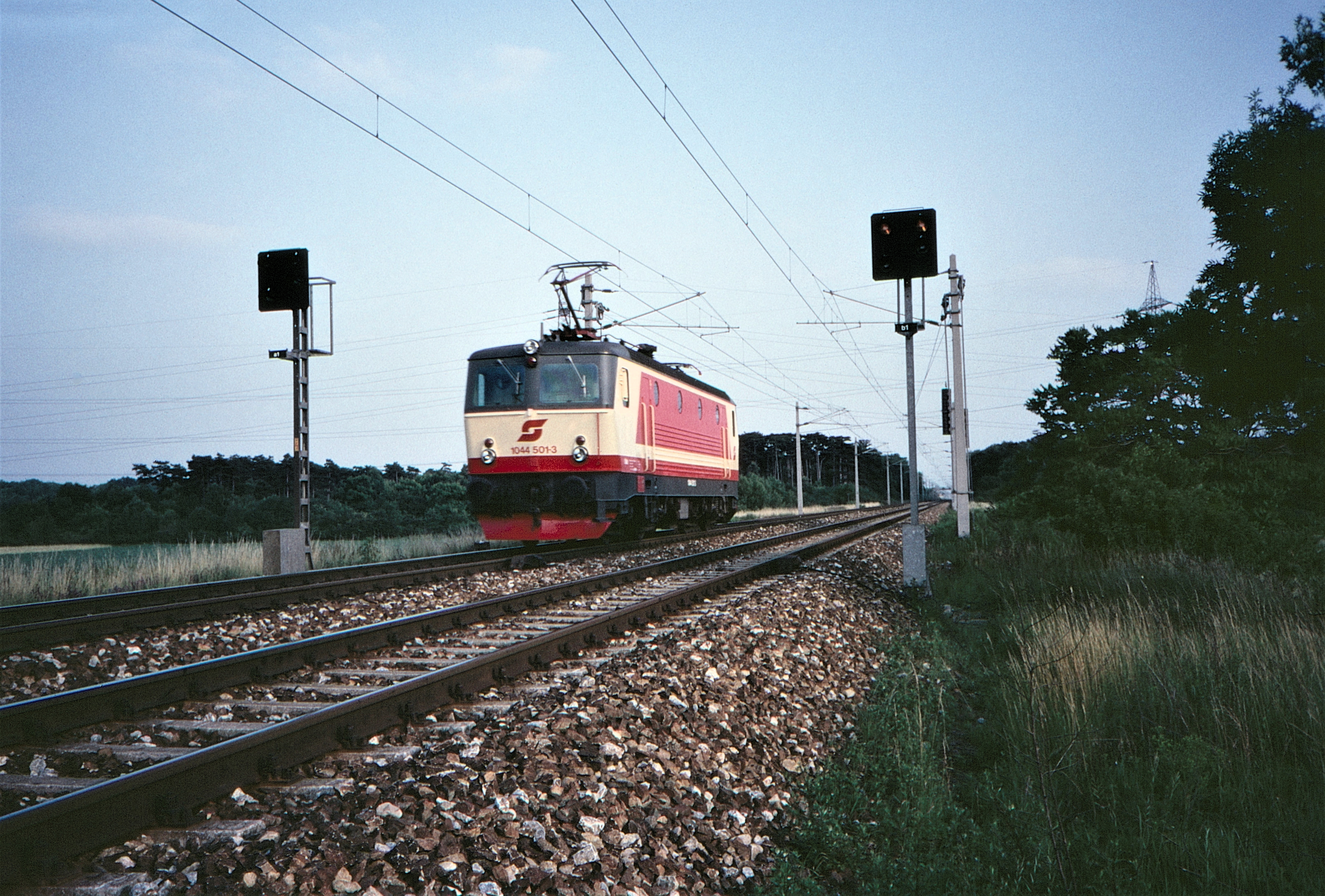
Schnellfahrlok 1044.501
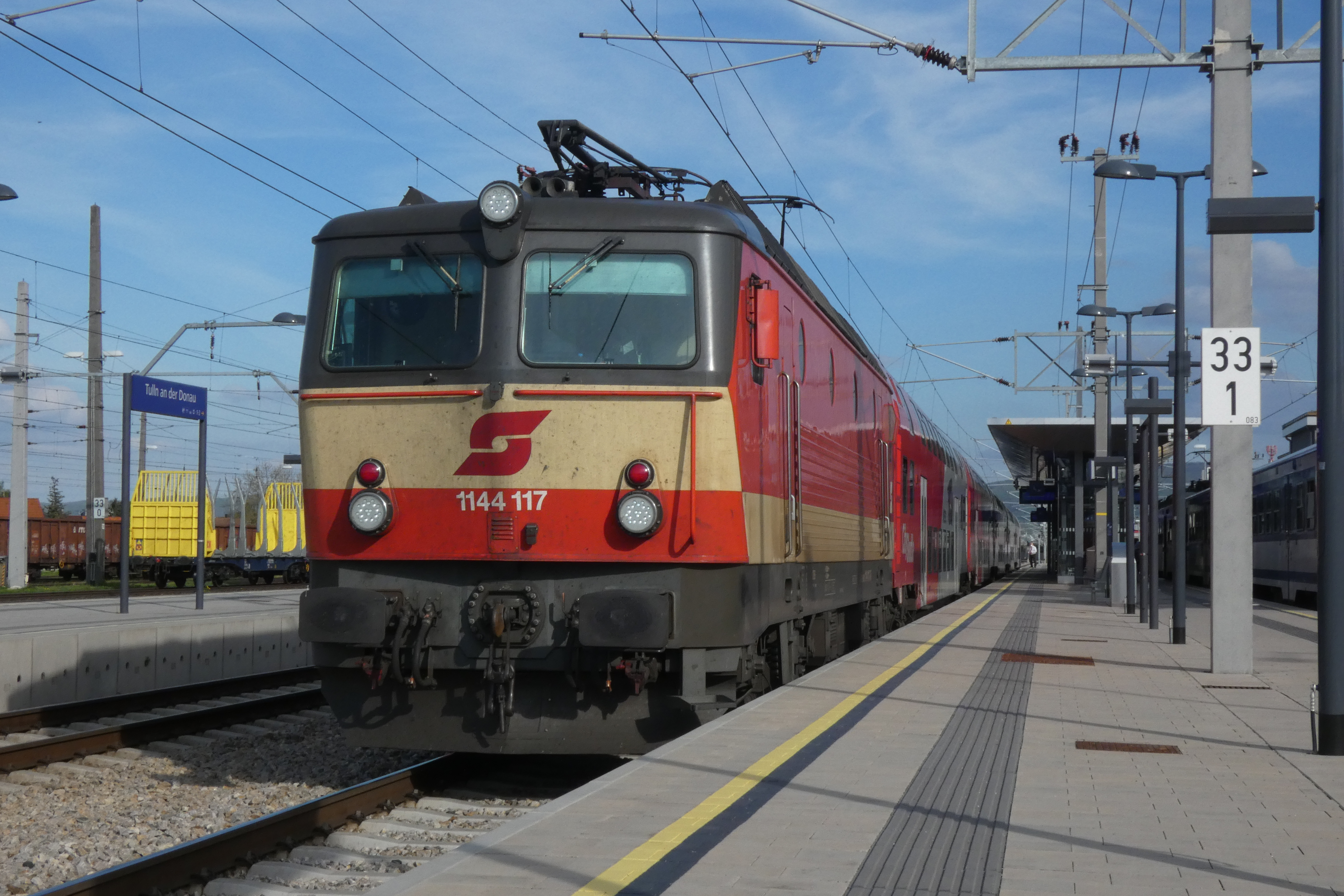
1144.117 (ex 1044.117) trägt bis heute die Schachbrett-Lackierung mit dem Pflatsch
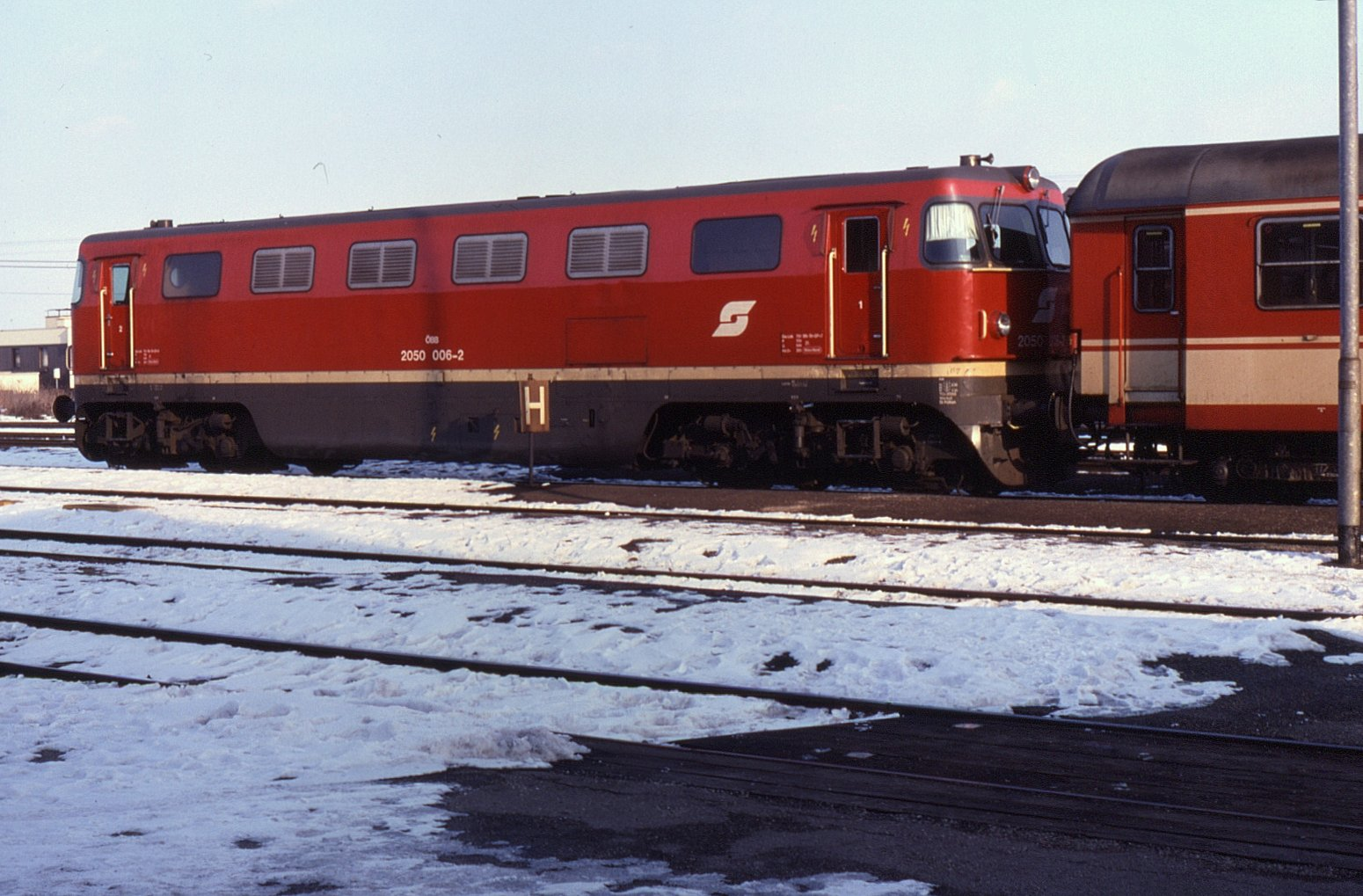
2050.006 mit breitem Zierstreifen am Rahmen
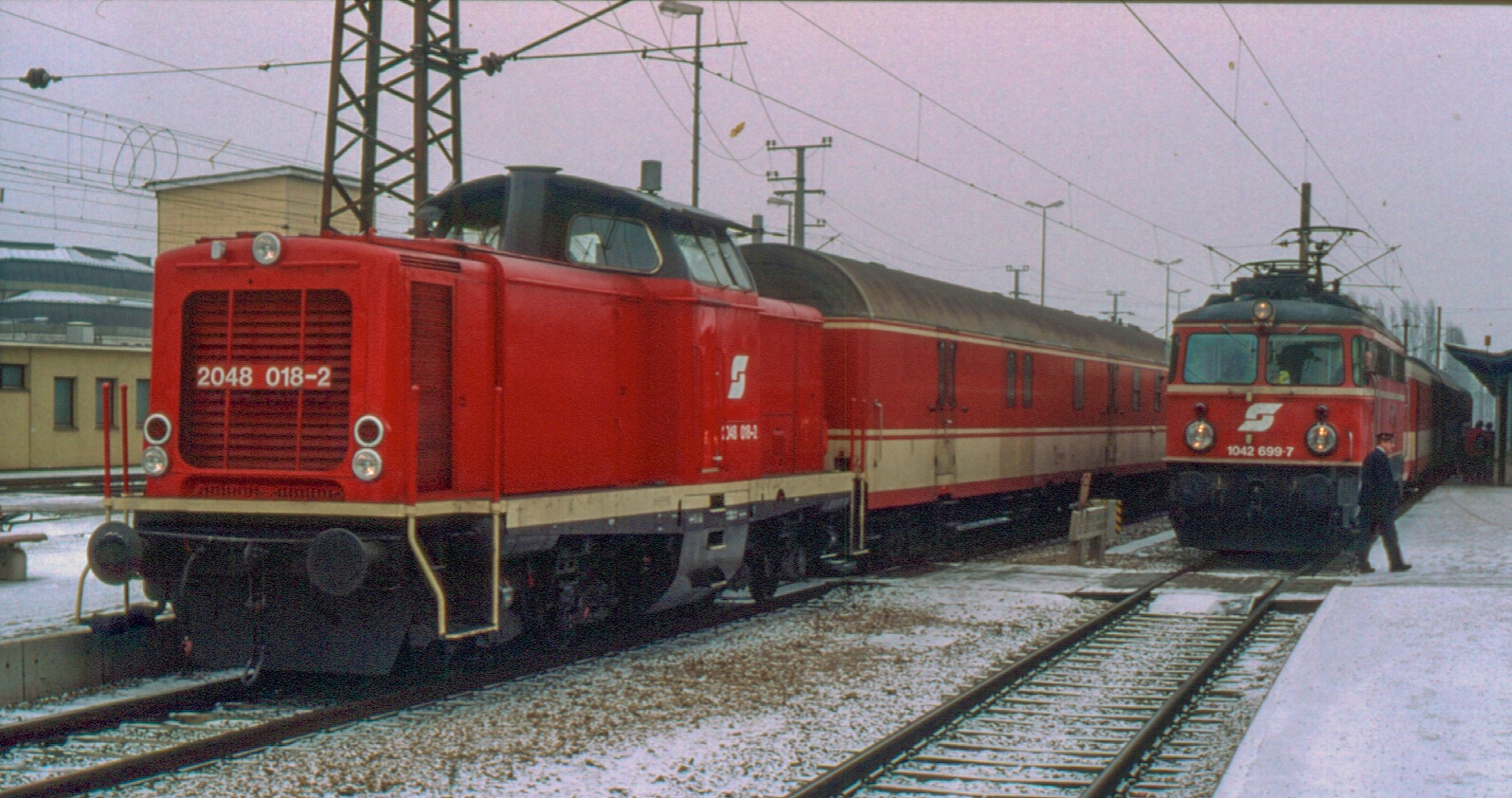
2048.018

Ab 1989 wurde mit Fertigstellung der ersten HG 1046 mit Neubaukasten ein neues Farbschema für alle Lokomotiven eingeführt. Dabei wurde blutorange durch verkehrsrot ersetzt, elfenbein durch achatgrau. In dieses Farbschema wurden nach und nach fast alle Lokomotiven umlackiert – mit Ausnahme der vollständigen Neubauten im Valousek-Design. Bei den 1044 wurde die Bauchbinde von da an wie bei den anderen Lokomotiven ausgeführt. Diese Lackschema ist bis heute für alle älteren Lokomotiven gültig. Bei einigen Loks der Reihe 2050 blieb die Bauchbinde zunächst elfenbein. Bei den letzten drei umlackierten Loks wurde die Bauchbinde achatgrau, allerdings nach wie vor schmäler lackiert. Zeitgleich mit dieser Änderung wurde auch begonnen, ältere Lokomotiven analog der Jaffa-Lackierung verkehrsrot mit einer Zierlinie und umbragrauem Dach und Rahmen zu lackieren.

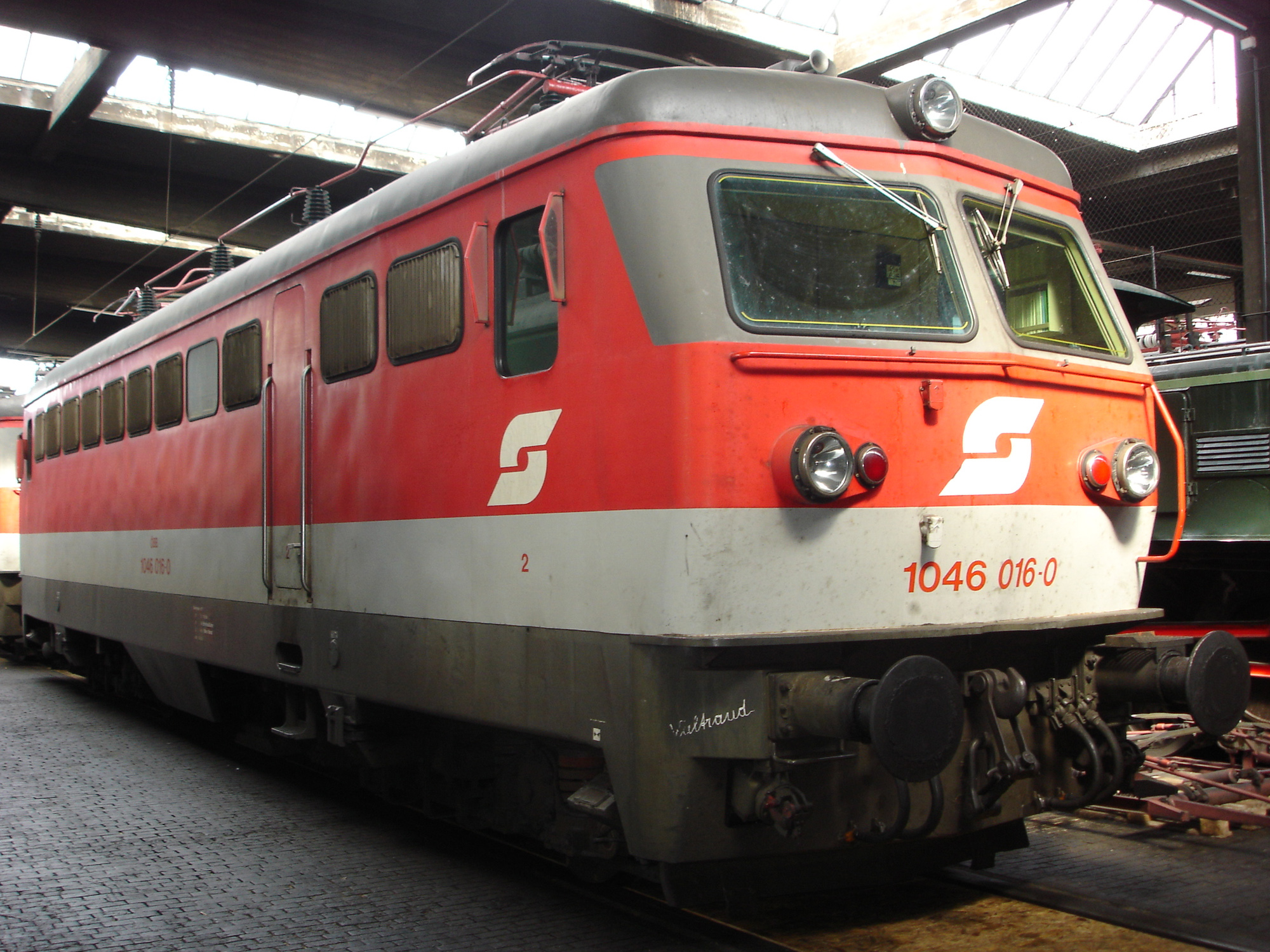
1046.016-0 mit Neubaukasten
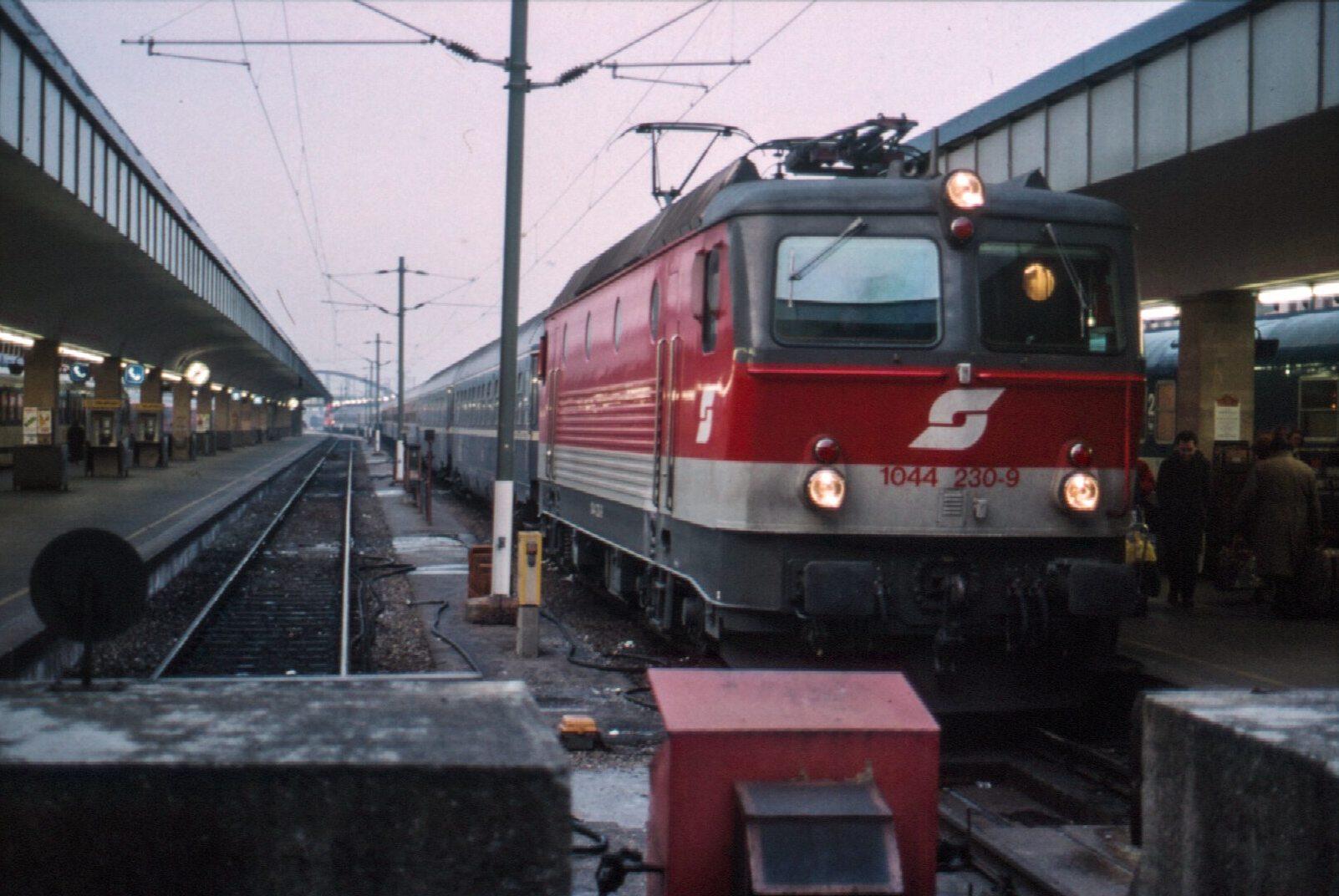
1044.230
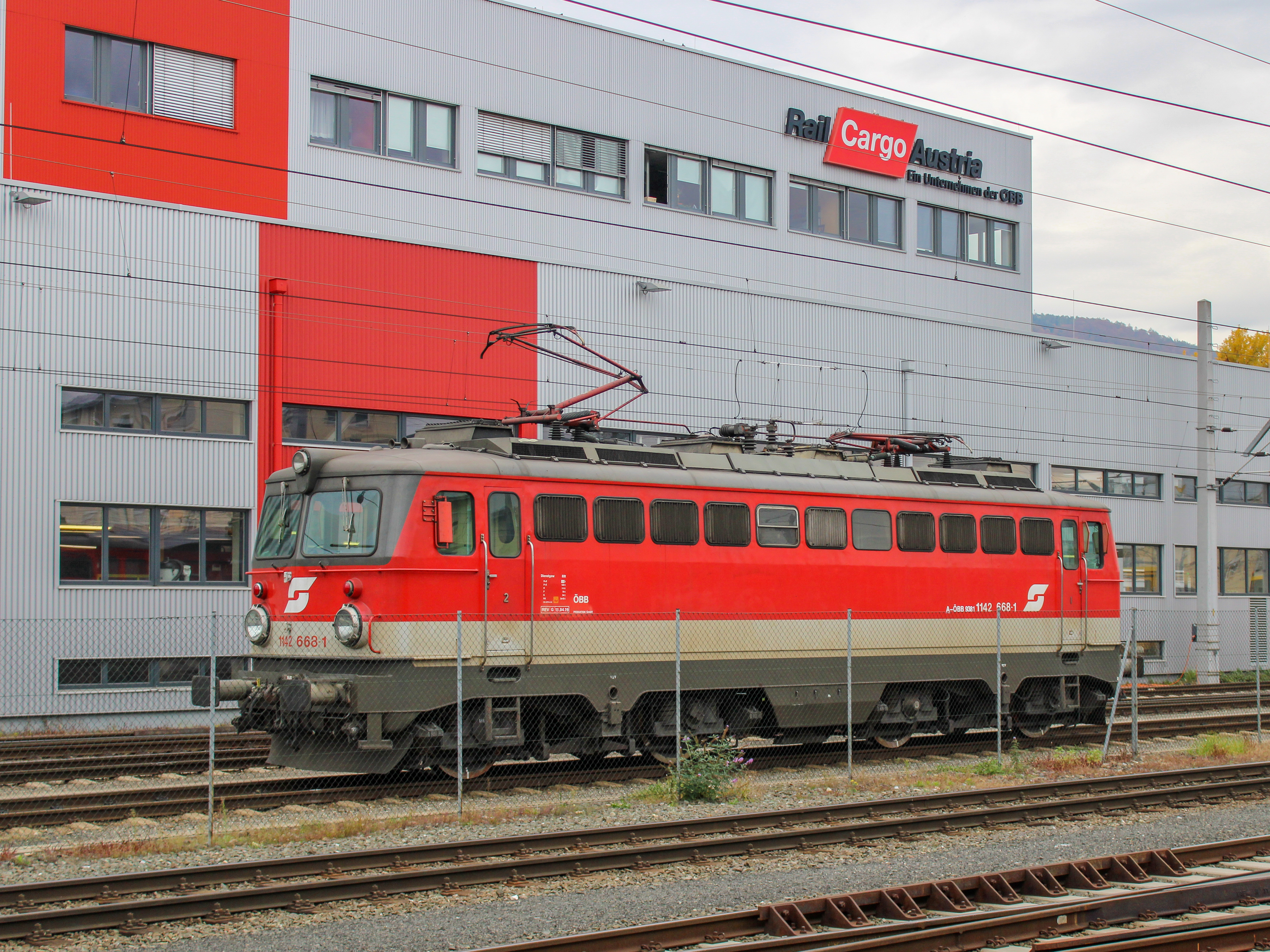
1142.668
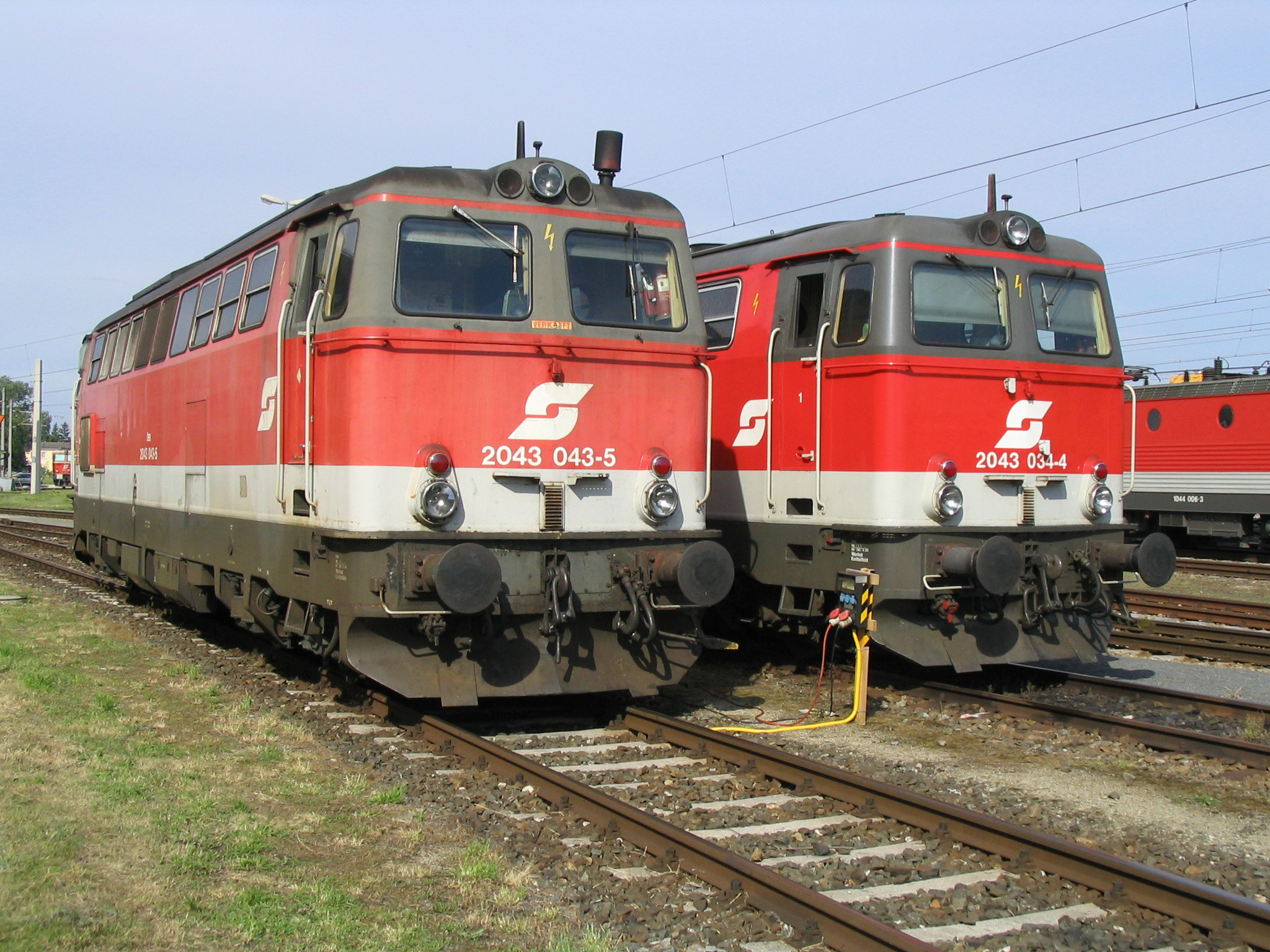
zwei 2043
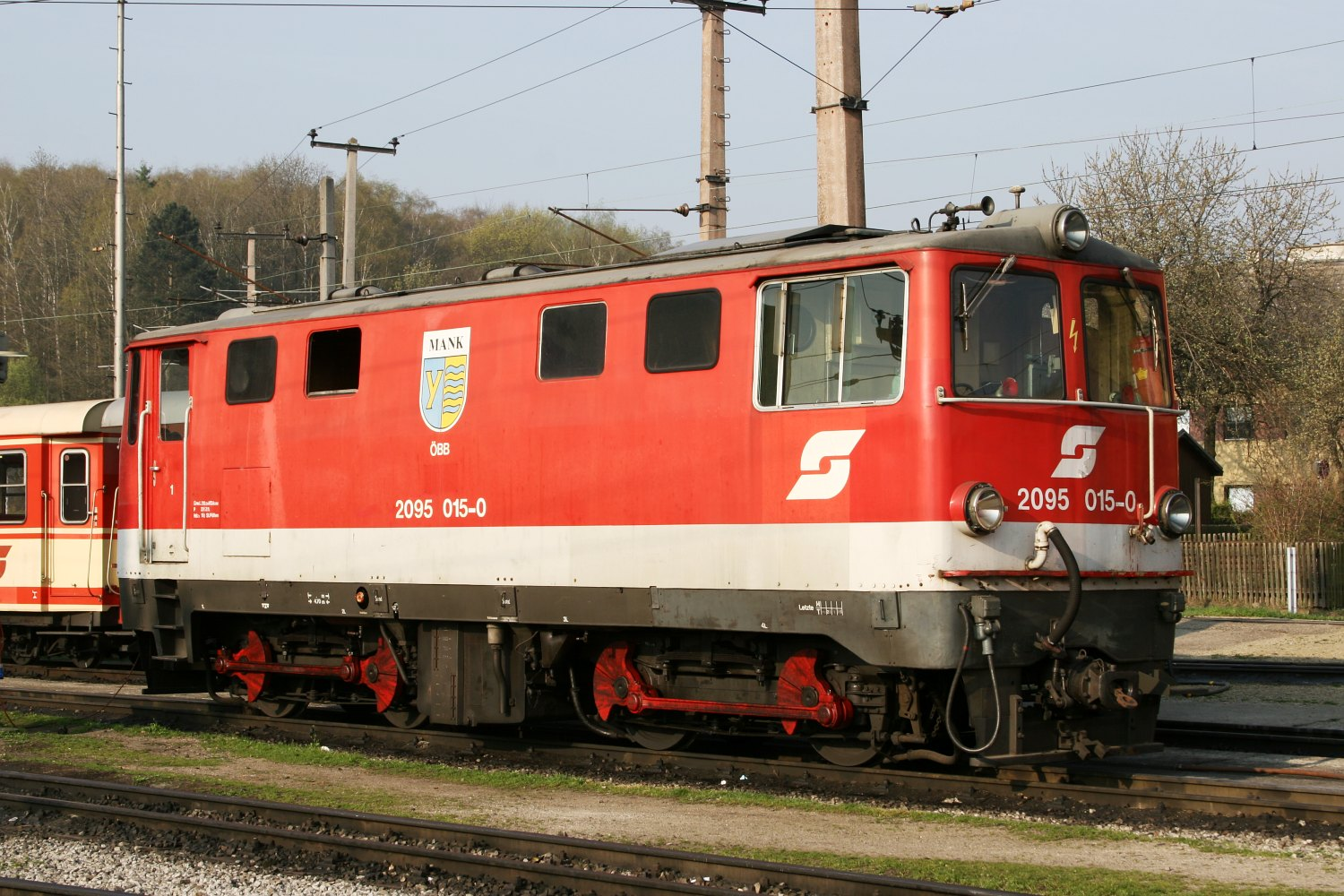
ÖBB 2095 sie erhielt keine Umrandung der Stirnfenster
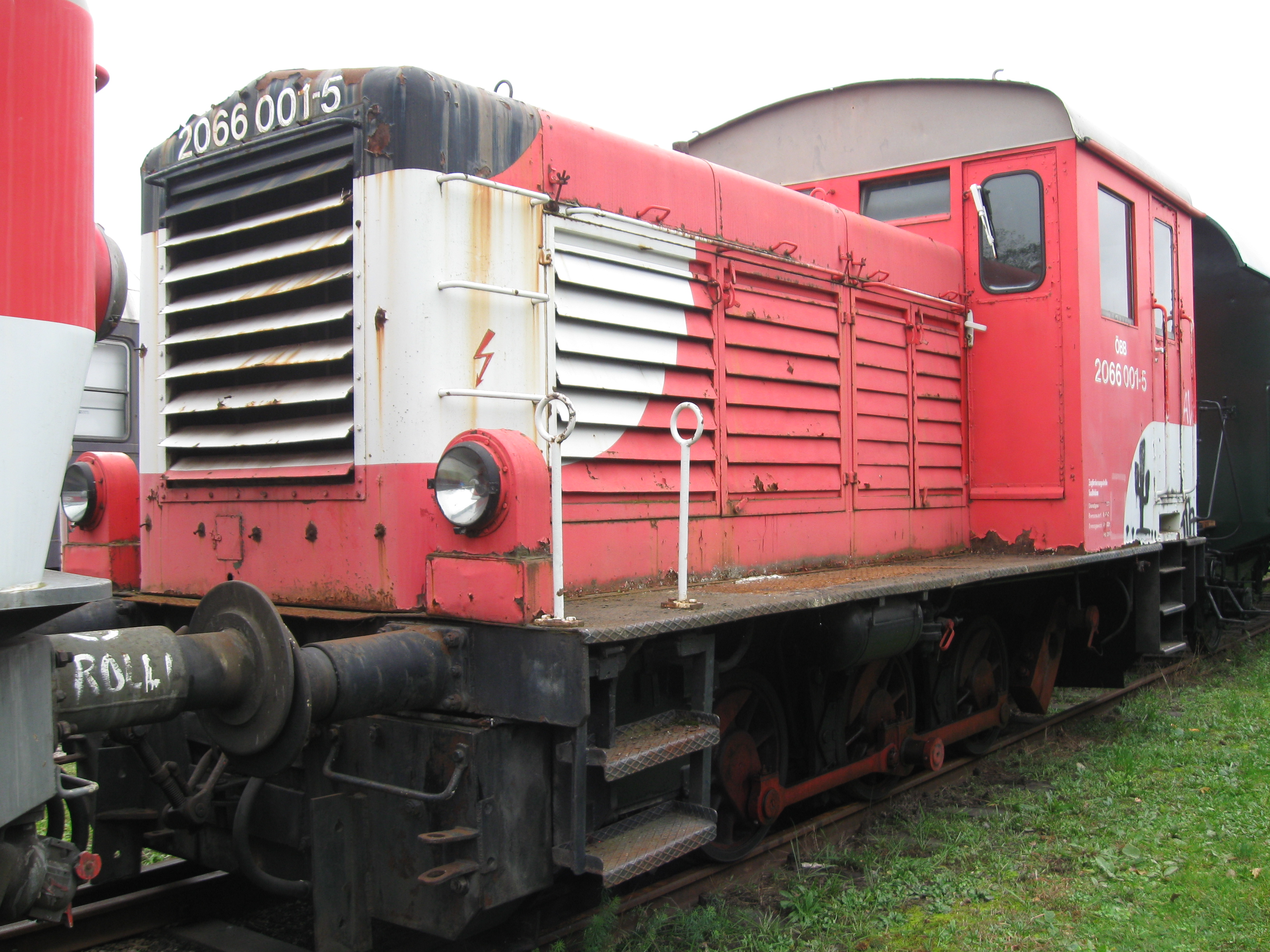
2066.001 wurde von Mitarbeitern der Hauptwerkstätte Floridsdorf in Anlehnung an die Valousek-Lackierung umgestaltet

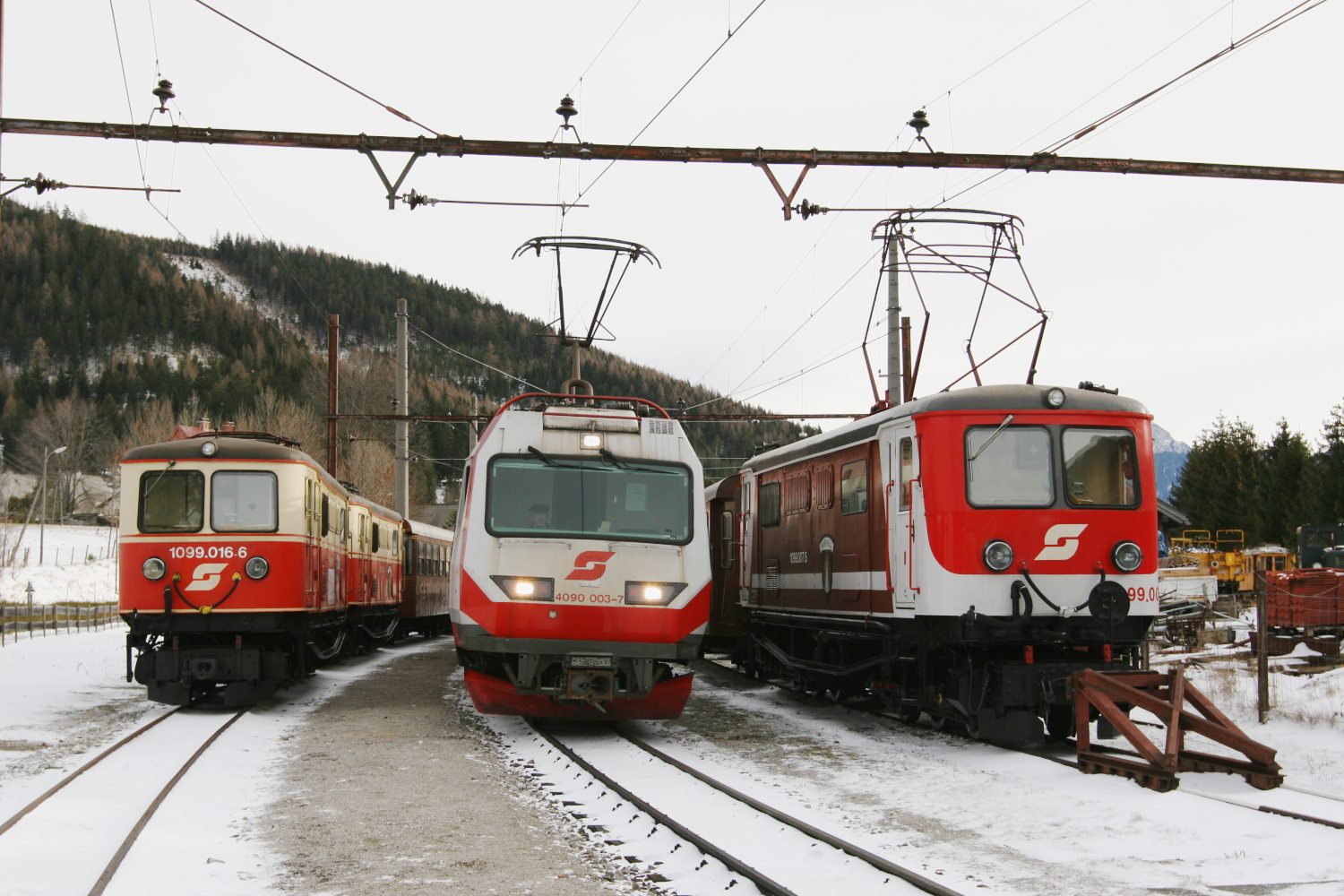
1099.007 neben dem ebenfalls von Valousek gestalteten 4090 und weiterer 1099 in Jaffa-Lackierung

Für die Schmalspurlokomotiven der Reihe 1099 entwarf Valousek ein eigenes Farbschema, das auch das Mariazellerbraun der Wagen berücksichtigte. Es wurde aber lediglich 1099.007 umlackiert und behielt dieses Farbkleid bis zur Einführung des Ötscherbär-Zuges.
Da sich bei den neuen Drehstrom-Verschublokomotiven der Reihen 1063 und 1064 Probleme bei der Erkennbarkeit bei Dunkelheit ergaben, wurden diese mit einem weißen Spitz an der Front als Warnanstrich versehen. Später ersetzte man diesen durch eine rechteckige Kontrastfläche (Lätzchen) und brachte zusätzlich einen weißen Begleitstreifen am Rahmen an. Die Loks der Reihe 2067 wurden analog zu den Reihen 1063 und 1064 lackiert, allerdings ohne dem Begleitstreifen. Bei den ersten beiden 2067 mit Lätzchen (2067 008 und 087) war dieses noch Elfenbein und hatte noch keine abgerundeten Ecken und andere Maße. Die Lätzchen von 2067 106 hatten anfangs ebenfalls diese Maße. Später wurden auch alle anderen 109 Loks in diesem Design lackiert. 2067 096 hat eine rote Auspuffverkleidung.

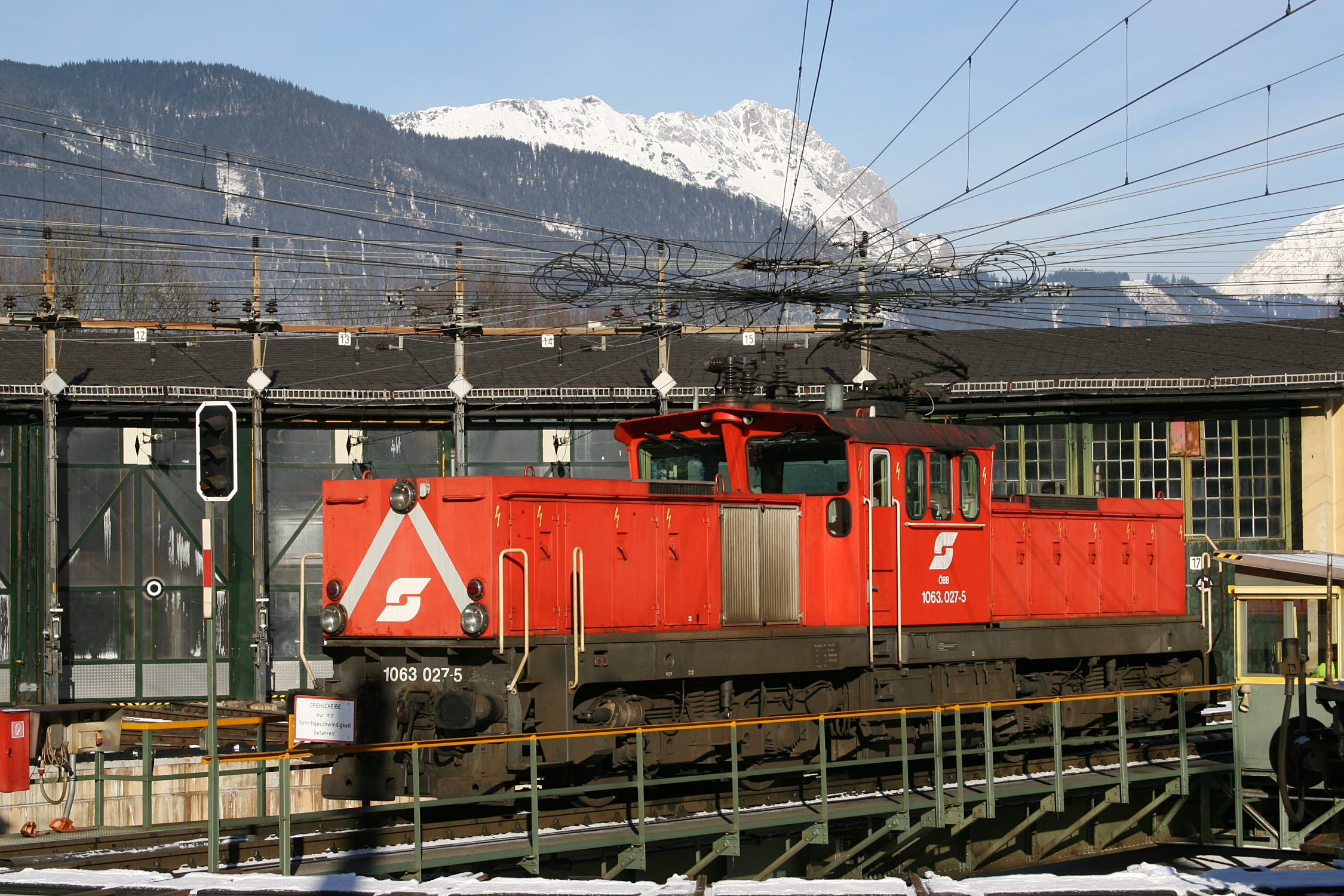
1063.027 mit Spitz
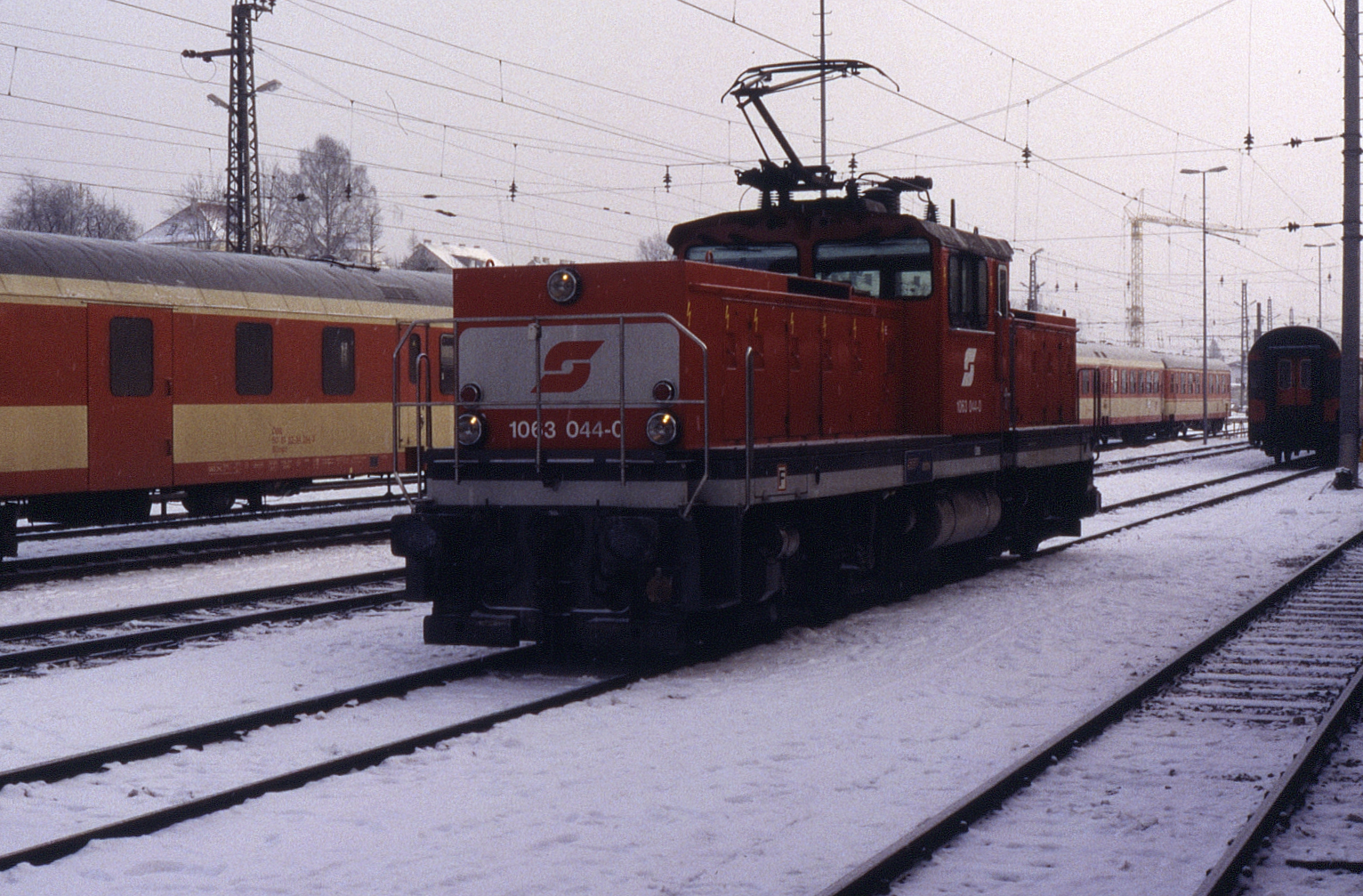
1063.044 mit Lätzchen und Kontraststreifen
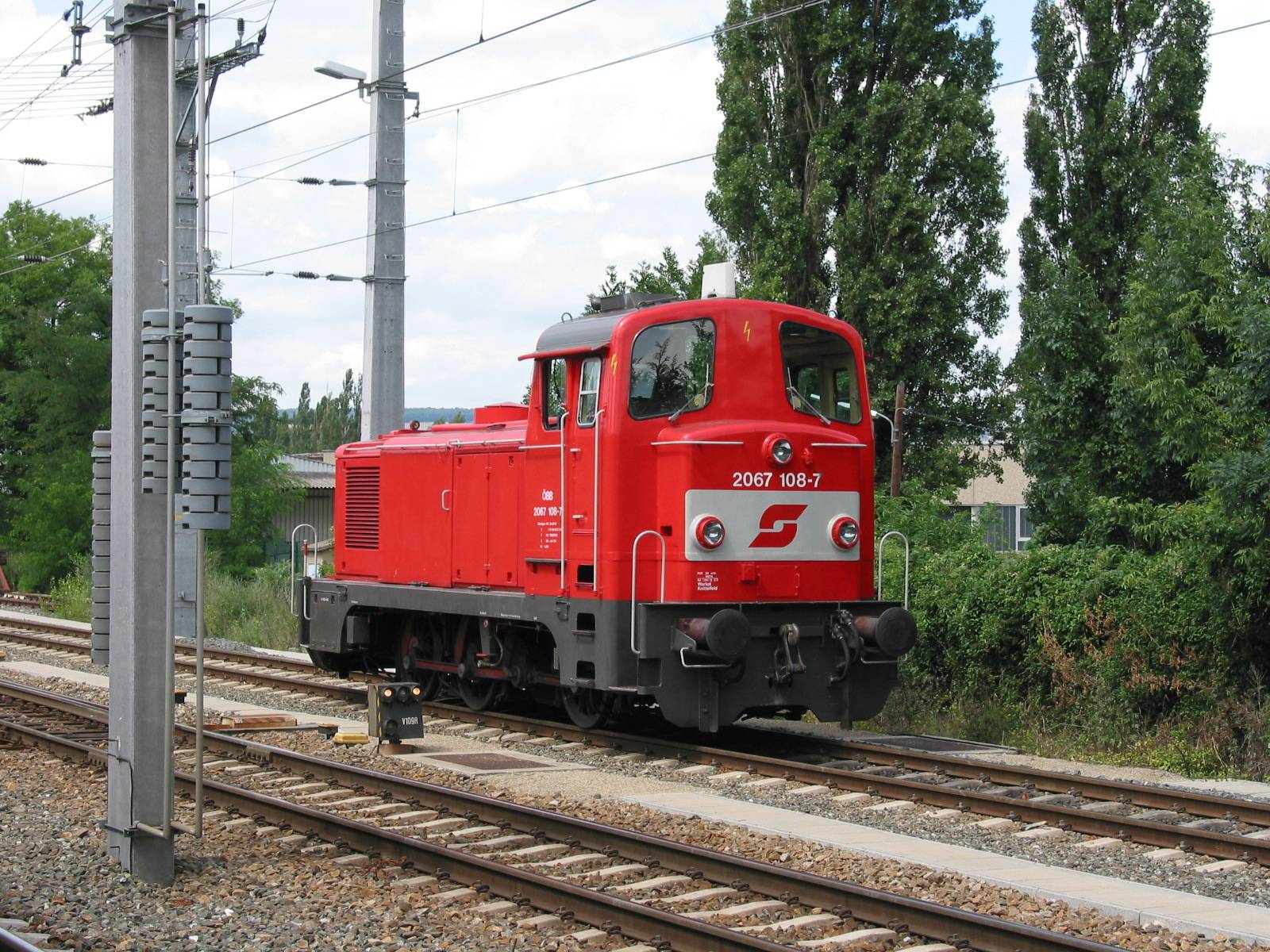
2067.108 mit Kontrastfläche

### Triebwagen

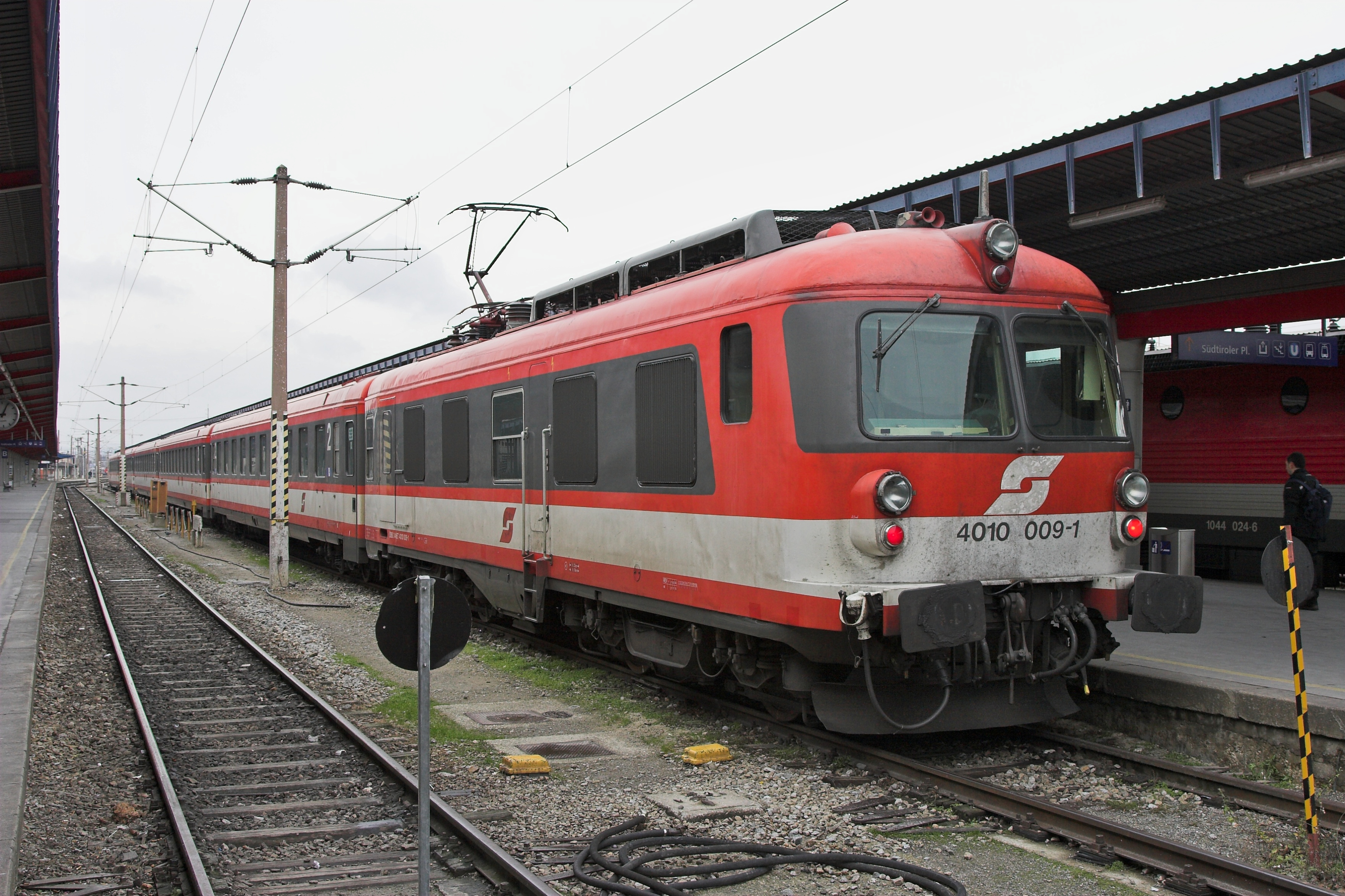
ÖBB 4010 in Valousek-Lackierung

#### Fernverkehr
Für die Fernverkehrstriebwagen der Reihe 4010 wurde nach deren teilweiser Ertüchtigung für den EuroCity-Verkehr ein neues Farbkonzept gesucht. Auf Wunsch des Generaldirektors sollte dabei, wie bei den Wagen, die Grundfarbe Rot für den Fernverkehr stehen. So entstand die neue Lackierung als Mischung aus der Lackierung für Wagen der Komfortstufe 1 und der Bauchbinde der Lokomotiven. Wagenkasten und Dach wurden verkehrsrot, das Fensterband, die Brille um die Stirnfenster sowie das Fahrgestell umbragrau lackiert. In der Parapetzone wurde ein grauweißer Gliederungsstreifen angebracht. 4010.022 behielt zunächst noch seine Eckfenster, dadurch konnten anfangs nur die Stege zwischen den Stirnfenstern umbragrau lackiert werden.

#### Nahverkehr

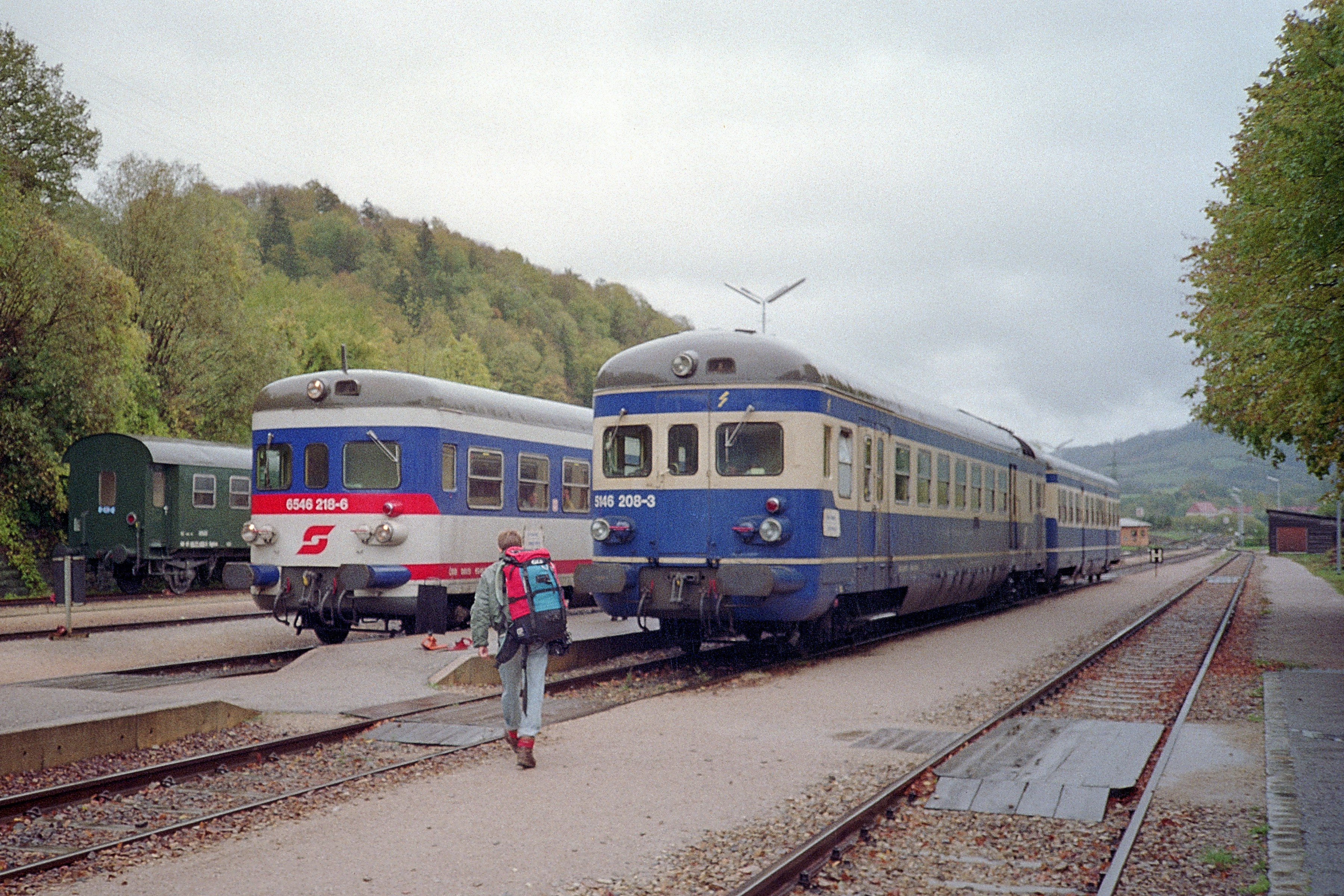
Der Steuerwagen 6546 ist bereits neu lackiert, während der nebenstehende Triebwagen noch die alte Lackierung trägt. Deutlich zu erkennen ist die ähnliche Linienführung am roten Gliederungsstreifen.

Für Nahverkehrstriebwagen, ausgenommen die Schnellbahntriebwagen der Reihen 4020 und 4030, die ultramarinblau/elfenbein (später ultramarinblau/grauweiß) lackiert waren, wurden die Grundfarben ultramarinblau/grauweiß/umbragrau mit verkehrsroten Gliederungsflächen festgelegt.
Bei der Umgestaltung der Nahverkehrsdieseltriebwagen wurde dabei aber meist die grundlegende Linienführung der Ursprungslackierung übernommen.
Beim 5046 und 5146 war fortan das Fensterband ultramarinblau, Dach und Schürze wurden umbragrau lackiert, die vorher ultramarinblau lackierten Flächen grauweiß. Der Rahmen sowie die kleine ultramarinblaue Erhöhung wurden verkehrsrot, die Pufferverkleidungen ultramarinblau lackiert.
Bei den 5145 geht das Fensterband nach der Doppeltür zum Gepäckabteil von Ultramarinblau in Verkehrsrot über, die vorher vorhandene dünne, sich an derselben Stelle verbreiternde Zierlinie wurde weggelassen. Weiters läuft an der Front die Linie zwischen Achatgrau und Verkehrsrot, wie die elfenbeinfarbene Zierlinie der Ursprungsausführung zu einem kleinen Zierspitz zusammen.
Diese Lackierung beschränkte sich neben den neukonstruierten Reihen 5047 und 5147 auf die Fahrzeuge 5145.005, 5046.204, 5046.210, 5146.205, 6545.003, 6546.217-219, 6645.004, sowie die als  Beiwagen zu den 5047 adaptierten 7047.001-004, 7147.001, 7147.002 letztere allerdings mit elfenbein anstelle von Grauweiß. Bei 6645.004 ist zu erwähnen, dass dieser zeitlebens seine vier Frontfenster behielt.

## Neukonstruktionen unter Valousek
Im Verständnis des Architekten ist Industriedesign die Formgestaltung einer Funktion. Daher muss zuerst die Funktion verstanden und dann die Form und zuletzt die Farbgebung eines Objekts festgesetzt werden. So wurden zahlreiche Fahrzeuge während ihrer Entwicklung oder im Rahmen einer Hauptausbesserung nach Entwürfen Valouseks neu- bzw. umgestaltet.

### Elektrolokomotiven

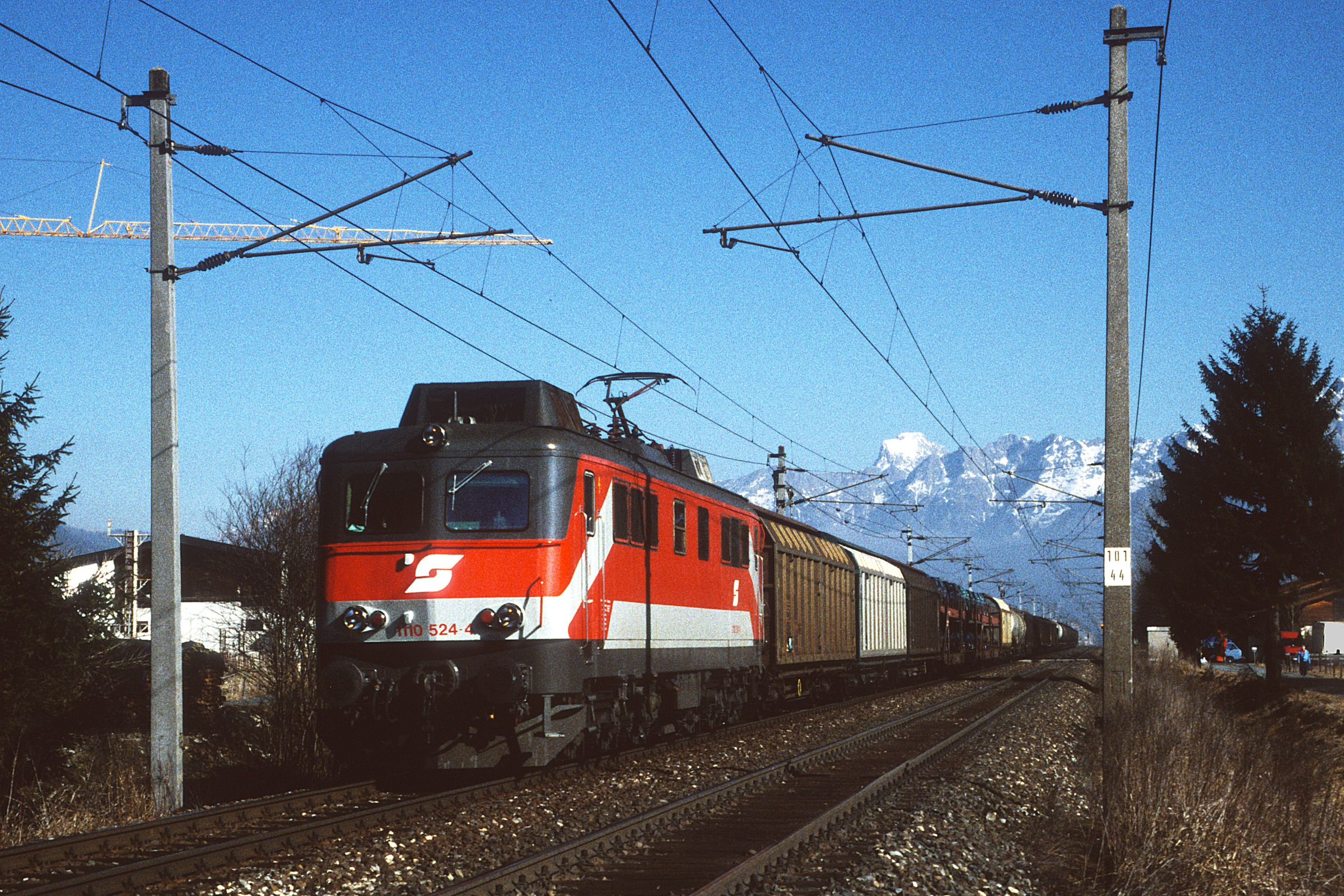
1110.524 mit Neubaukasten im Valousek-Design

Die erste nach Entwürfen von Wolfgang Valousek gestalteten Lokomotiven waren die mit Neubaukasten versehenen Reihen 1046 und 1010 bzw. 1110.
Nachdem in den späten 1980er bzw. frühen 1990er Jahren bei den ÖBB Design eine verstärkte Rolle spielte, entwarf Valousek als Chefdesigner des Unternehmens ein Design-Modulsystem, das für die neu zu beschaffenden Fahrzeuge der Reihen 1822, 1014 und 1012 sowie bei weiteren Fahrzeugen zum Einsatz kommen sollte. Die Ausgangsform der 1822 wurde auch für die 1014 und die Front der ab 1996 beschafften Doppelstockwagen angewandt. Die 1012 erhielt eine weiterentwickelte Form, die Valousek selbst als seine beste Arbeit bezeichnete.

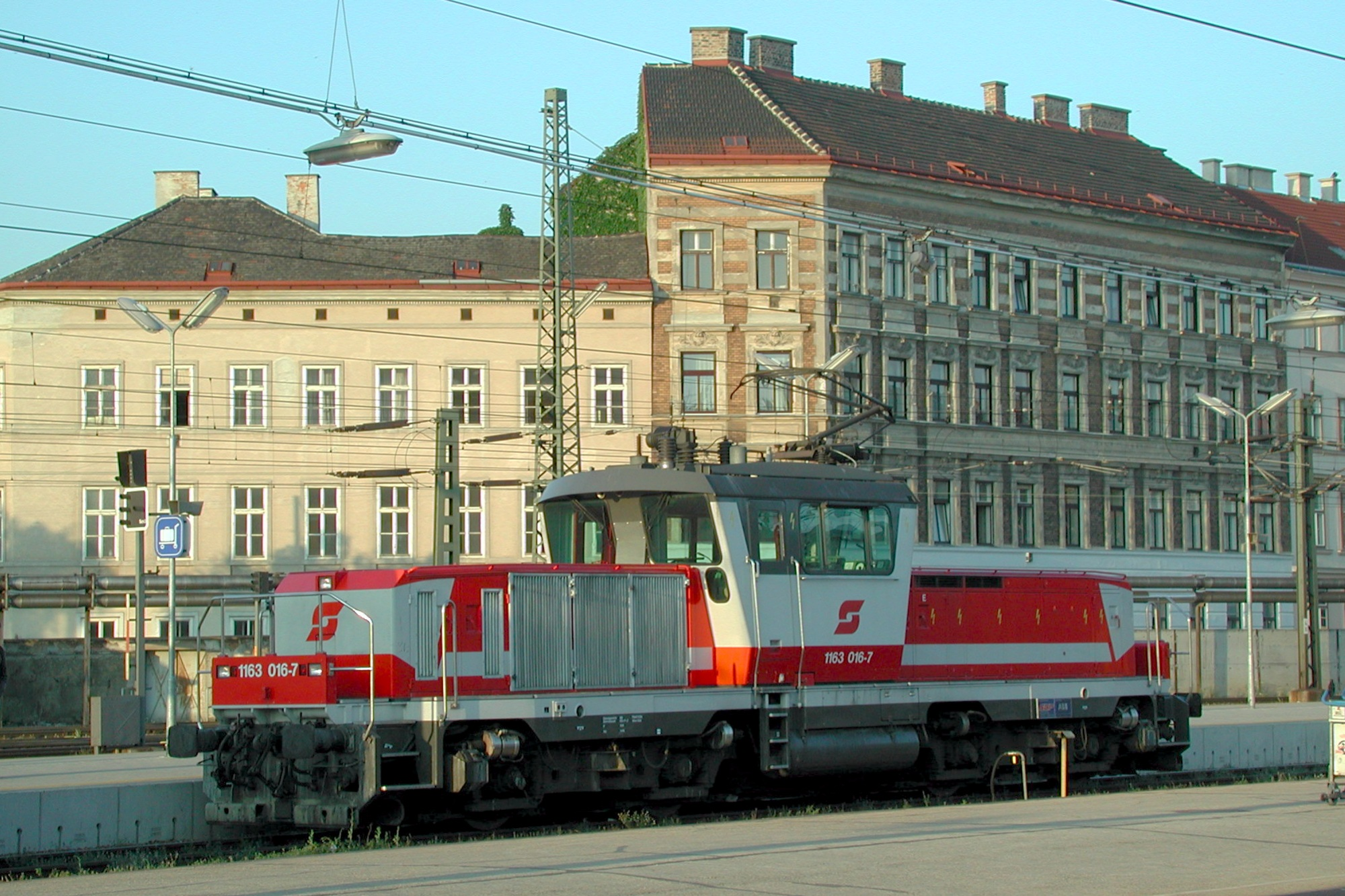
ÖBB 1163 in Wien West

Außerhalb des Modulsystems entstand die Verschublokomotive der Reihe 1163, die wie zuvor die 1014 mit dem Brunel Award ausgezeichnet wurde.

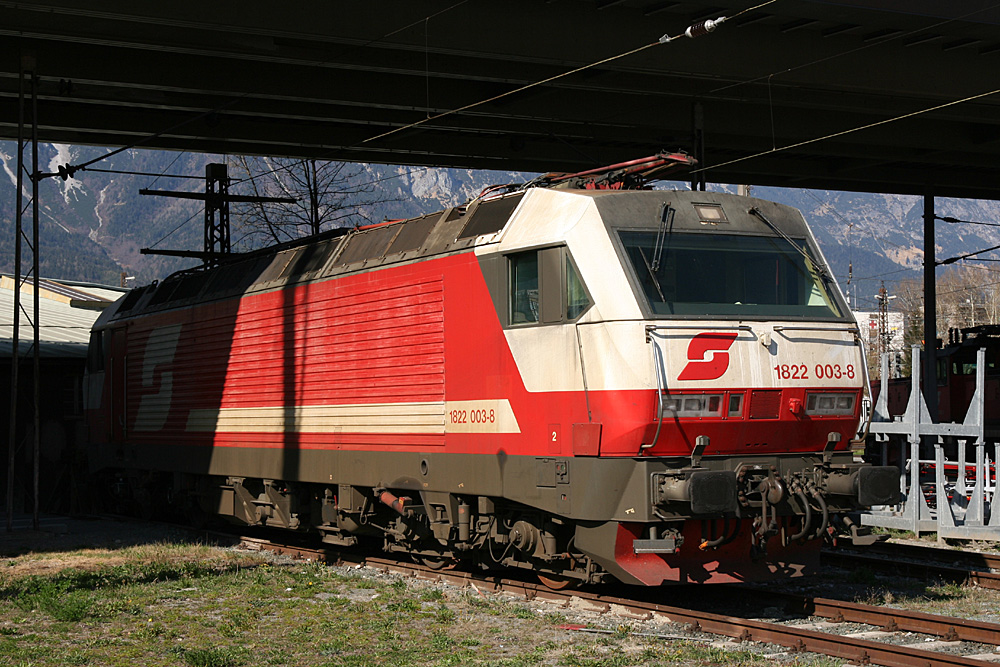
Die 1822 war die Ausgangsform
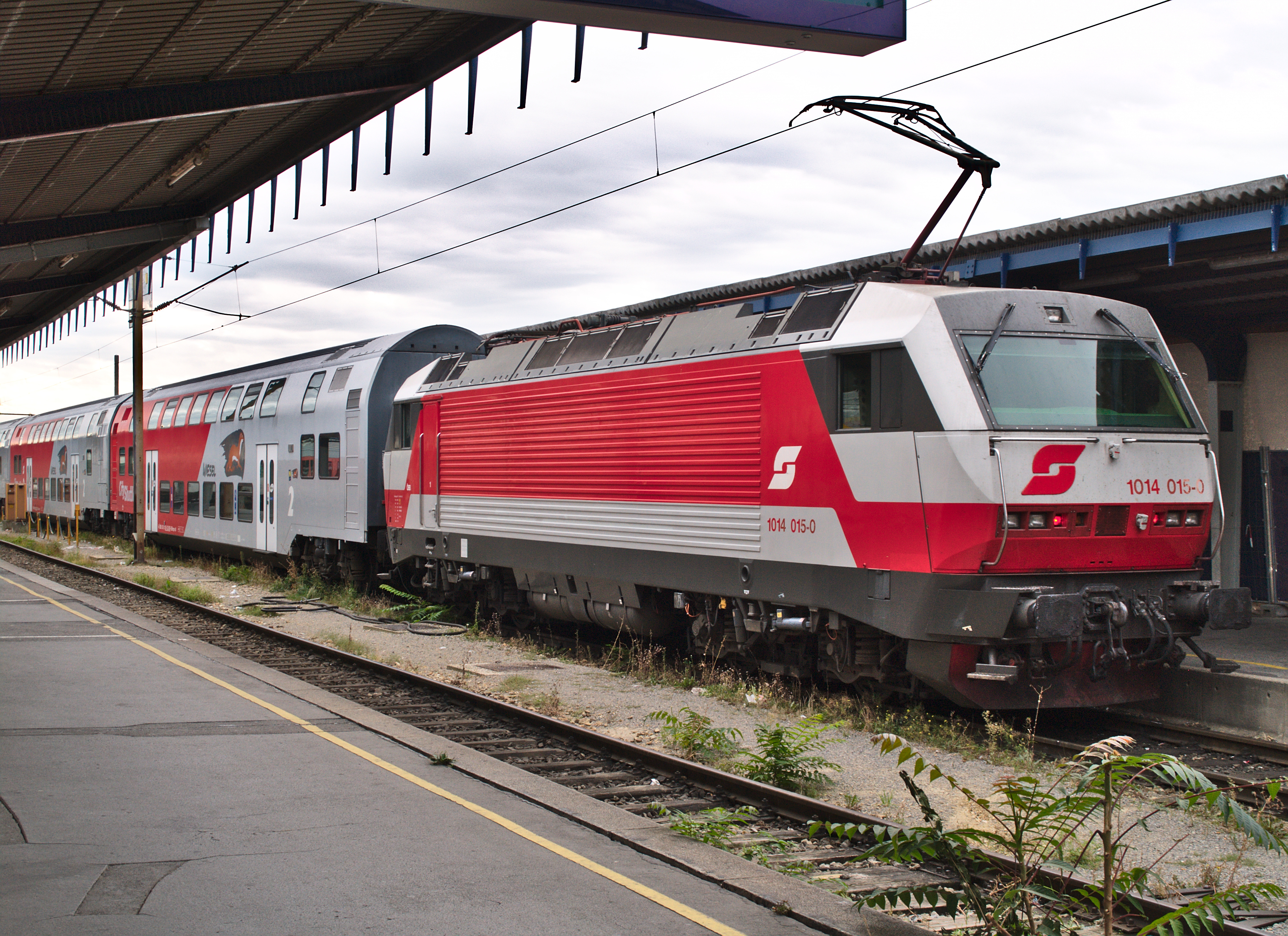
der später die 1014 folgte
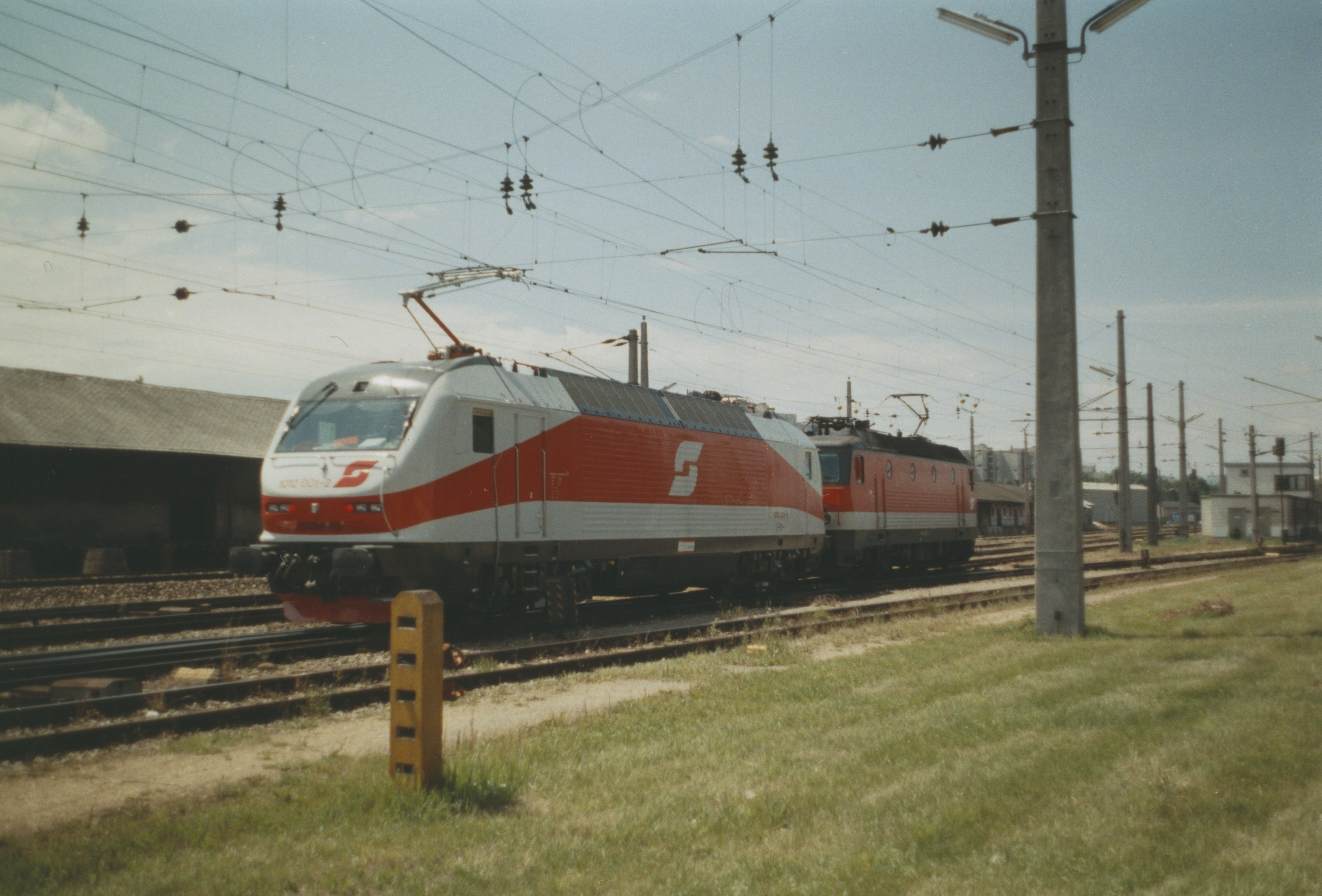
und deren Entwicklung mit der 1012 ihren Abschluss fand.
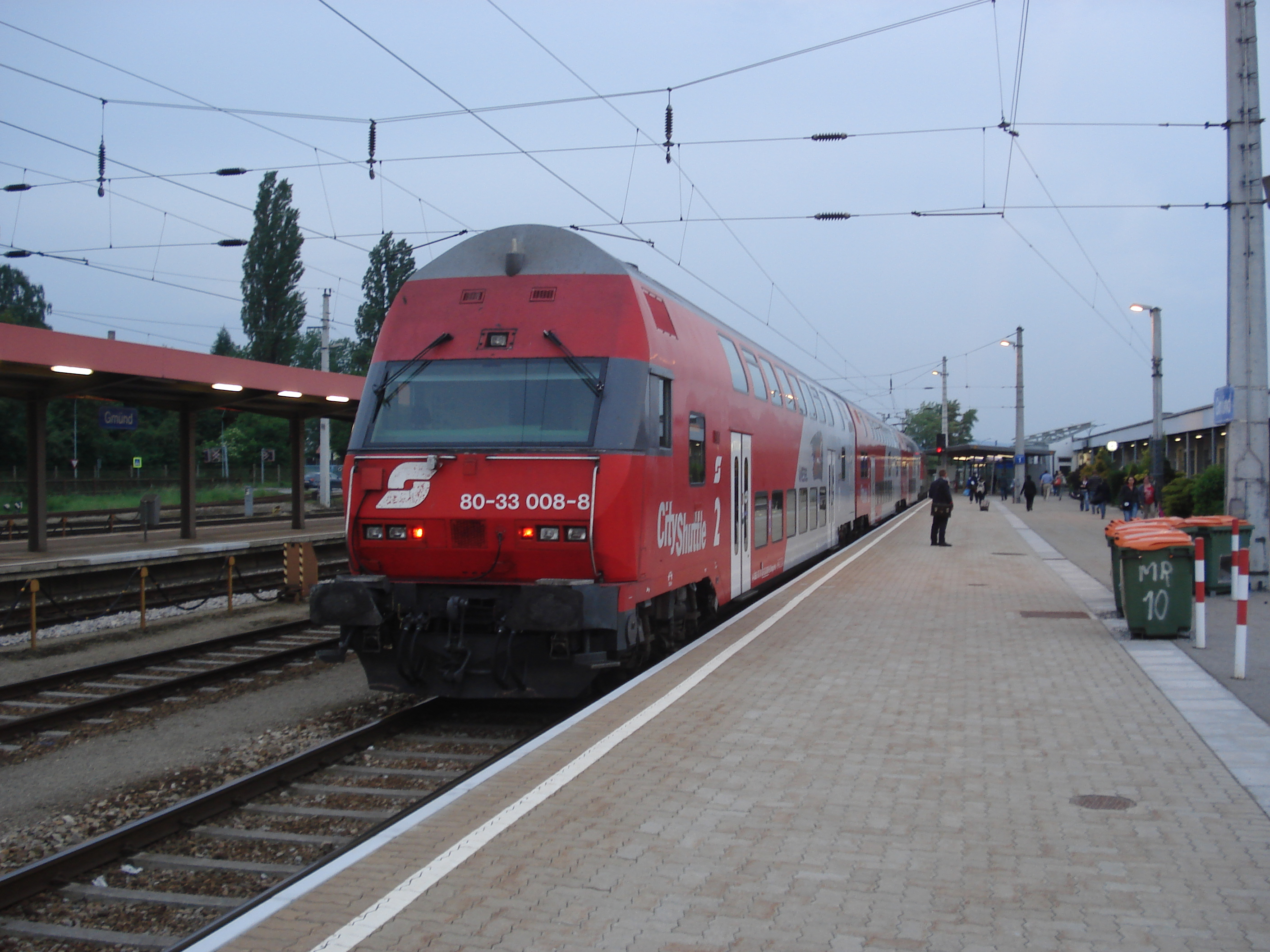
Der Doppelstockwagen wurde nicht mehr von Valousek gestaltet, übernahm aber die Kopfform von 1822 und 1014.

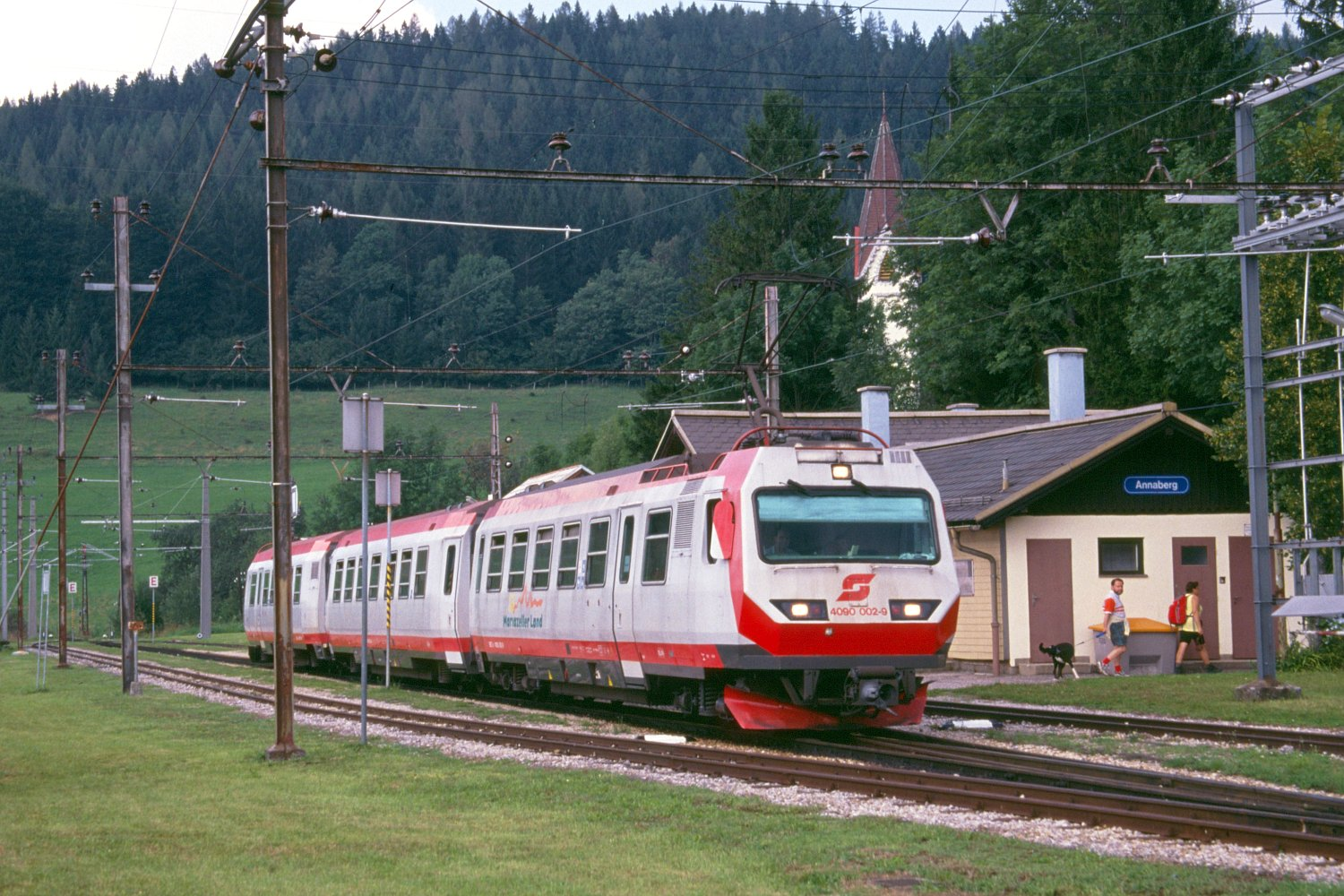
Triebwagen 4090.002 ohne braunes Fensterband

### Elektrotriebwagen
Zur Ablöse der noch aus der Anfangszeit der elektrischen Zugförderung stammenden Elektroloks der Reihe 1099 auf der Mariazeller Bahn plante man in den 1990er Jahren, nach mehreren nicht umgesetzten Projekten für neue Lokomotiven, die Beschaffung von Elektrotriebwagen. Das Außendesign der als Reihe 4090 bezeichneten Fahrzeuge stammte zunächst wie zu dieser Zeit üblich von Wolfgang Valousek. Als die Fahrzeuge fertiggestellt waren, wechselte der Generaldirektor der ÖBB, dieser ordnete an, das analog zu den Wagen braune Fensterband hellgrau überzulackieren.

### Diesellokomotiven

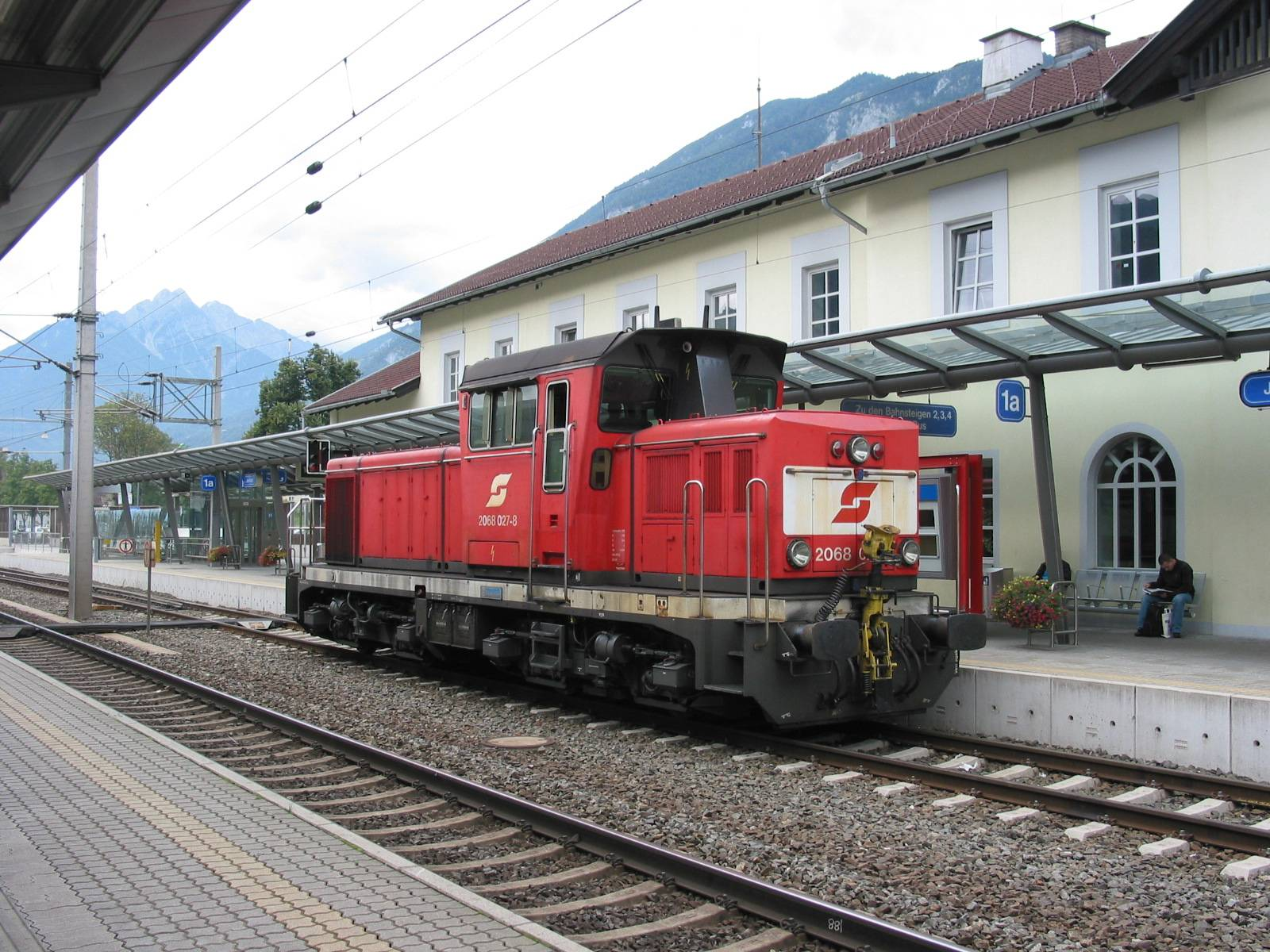
2068.027 im Bahnhof ihres Herstellungsortes Jenbach

Die neuen vierachsigen Verschublokomotiven 2068 erhielten erstmals das ebenfalls bei der 1163 angewandte abgeschrägte Führerhaus sowie leicht abgeschrägte Vorbauten. Die Lackierung dieser Lokomotiven erfolgte analog zu den 1063 und 1064 mit Lätzchen an der Front und Kontraststreifen am Rahmen.

### Dieseltriebwagen

#### Normalspur (5047/5147)
Für die Ablöse der Triebwagen aus der Vor- und frühen Nachkriegszeit sowie zur Modernisierung und Rationalisierung des Verkehrs auf Nebenbahnen beschaffte man ab 1987 die Triebwagen der Reihe 5047. Valousek gestaltete den Innenraum sowie die Außenlackierung des Triebwagens, beeinflusste aber auch die Gestaltung des Kastens und Komfortverbesserungen für die Fahrgäste. Die Lackierung erfolgte anfangs noch in ultramarinblau/elfenbein/blutorange, ehe man 1989 auf ultramarinblau/achatgrau/verkehrsrot wechselte. Im Wesentlichen unverändert beschaffte man auch die Doppeltriebwagen der Reihe 5147.

#### Schmalspur (5090)
Um den teilweise noch vorhandenen Dampflokverkehr sowie den aufwändigen Betrieb mit Lok und Klassen auf den nicht elektrifizierten Schmalspurbahnen abzulösen, wurde 1987 die Reihe 5090 in Dienst gestellt. Diese auf den Triebwagen der Murtalbahn basierenden Fahrzeuge wurden auf Betreiben Valouseks designmäßig weiterentwickelt, unter anderem durch Wegfall des Dachvorsprungs an der Front und die Anordnung der Scheinwerfer, und farblich innen sowie außen gestaltet.
Die 5090 sind die ersten Triebwagen, welche nicht mehr über ein bis dahin für ÖBB-Triebwagen typisches blau – zuletzt ultramarinblau – verfügen, obwohl erste Entwürfe diese noch vorsahen. Stattdessen wurden die schon aus dem Jaffa-Farbschema gewohnte Kombination aus Blutorange und Elfenbein verwendet. Das Fensterband mit Zierlinien wurde in blutorange gehalten, allerdings bei den Wagenenden an den Türen durch zugespitzte Formen unterbrochen, um den Einstiegsbereich optisch zu betonen.
Im Laufe der Serie wurden technische, optische und komfortmäßige Aufwertungen durchgeführt. Nach dem Wegfall der Zierlinien bei den Personenwagen wurde auch die Lackierung der Triebwagen für die darauffolgenden Serien ab 1991 (ab 5090 006) angepasst. Während die grundsätzlichen geometrischen Elemente blieben, entfielen die Zierlinien und auch bei den 5090ern wurde blutorange durch verkehrsrot und elfenbein durch achatgrau ersetzt. 

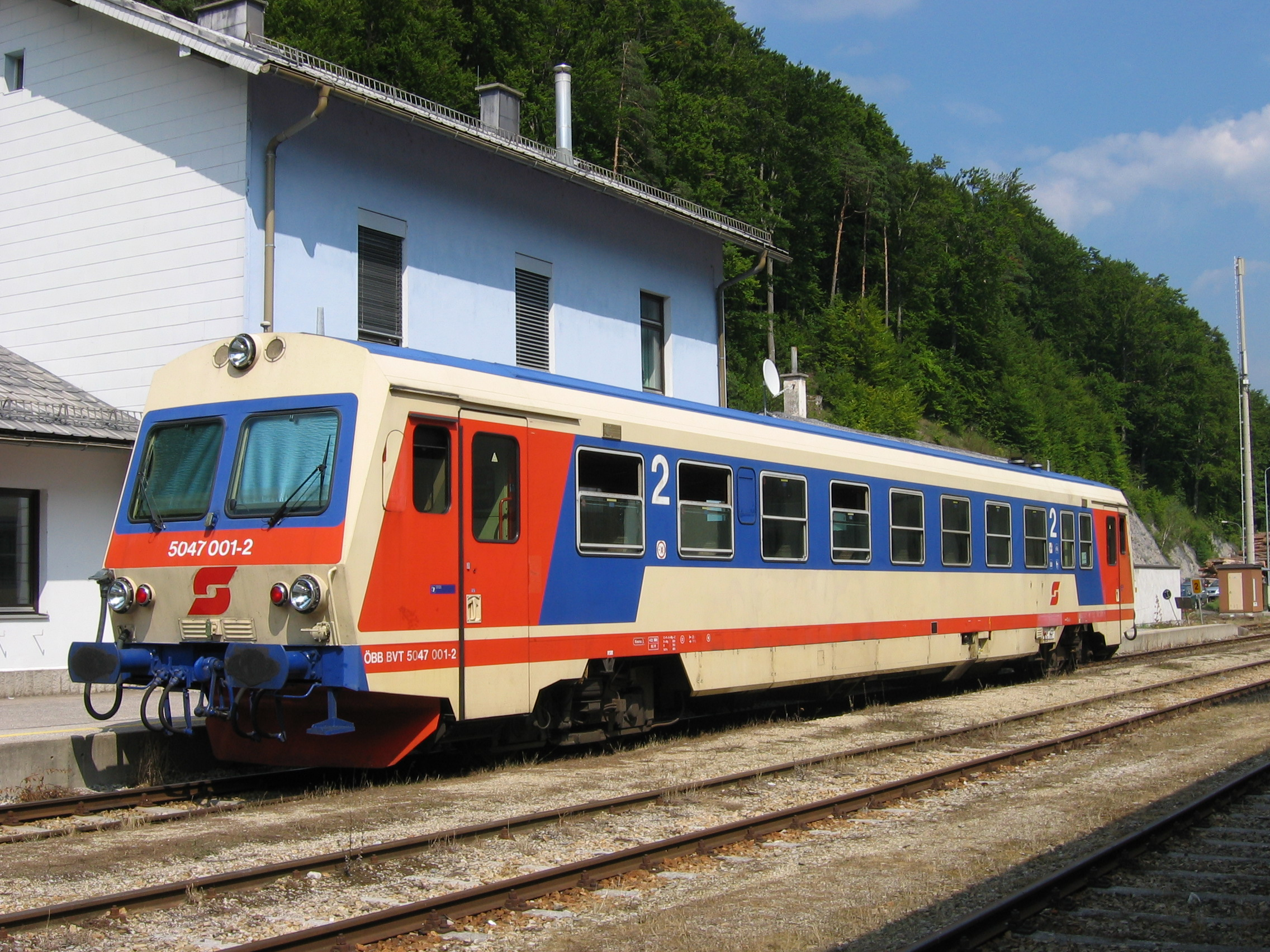
5047.001-2 in der Urspungslackierung
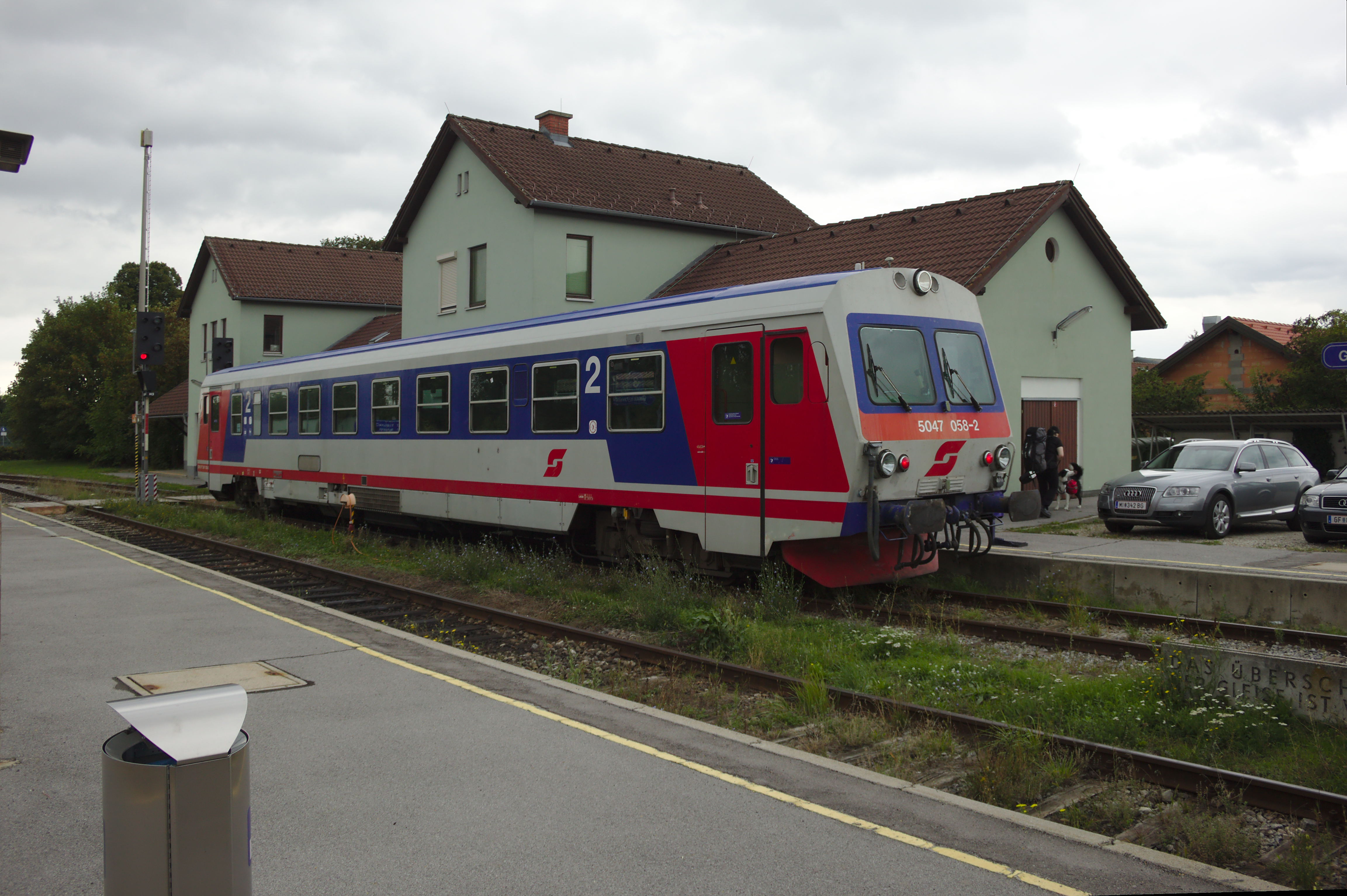
5047.058-2 in der neueren Lackierung
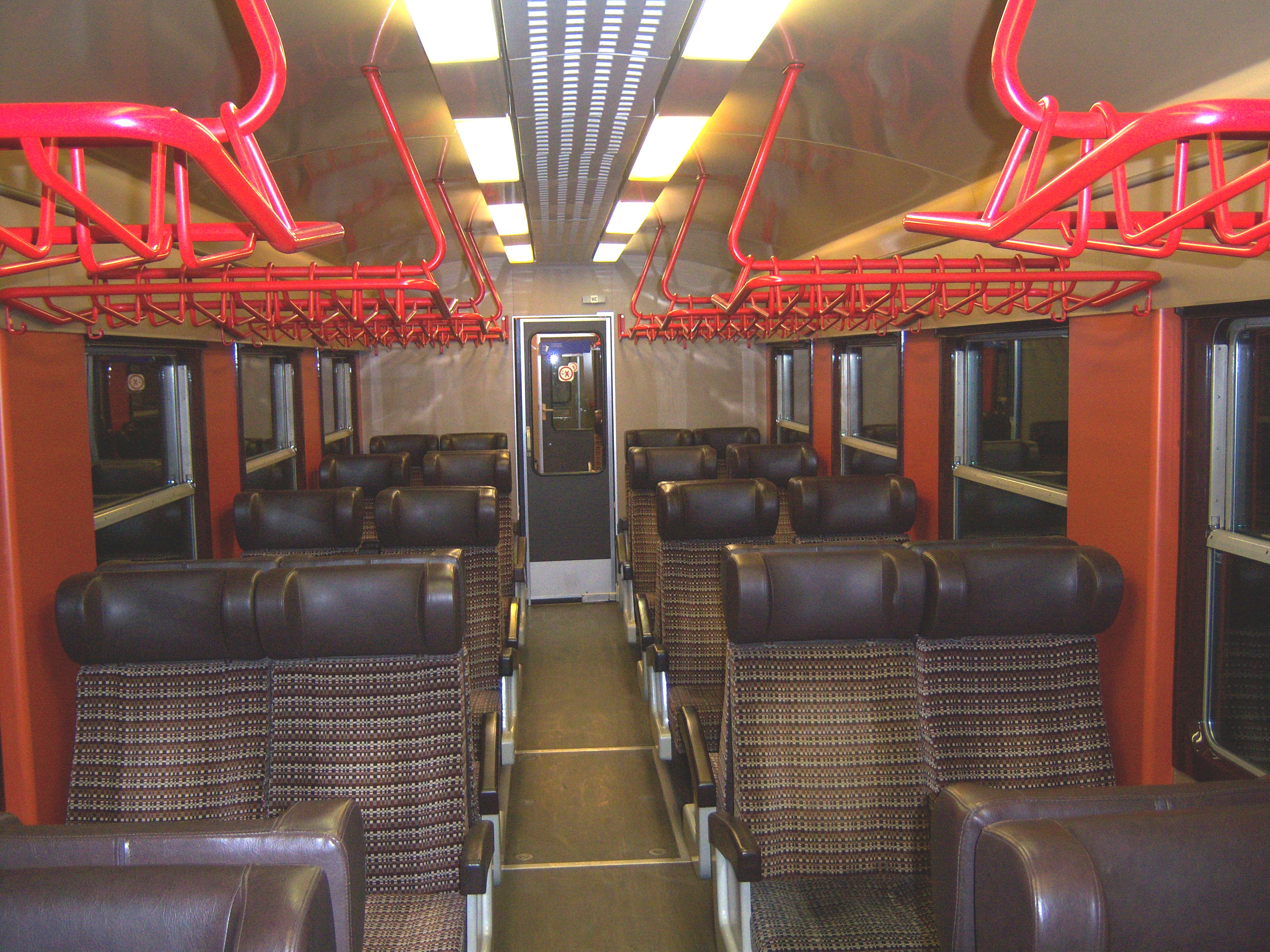
Innenraum eines 5047
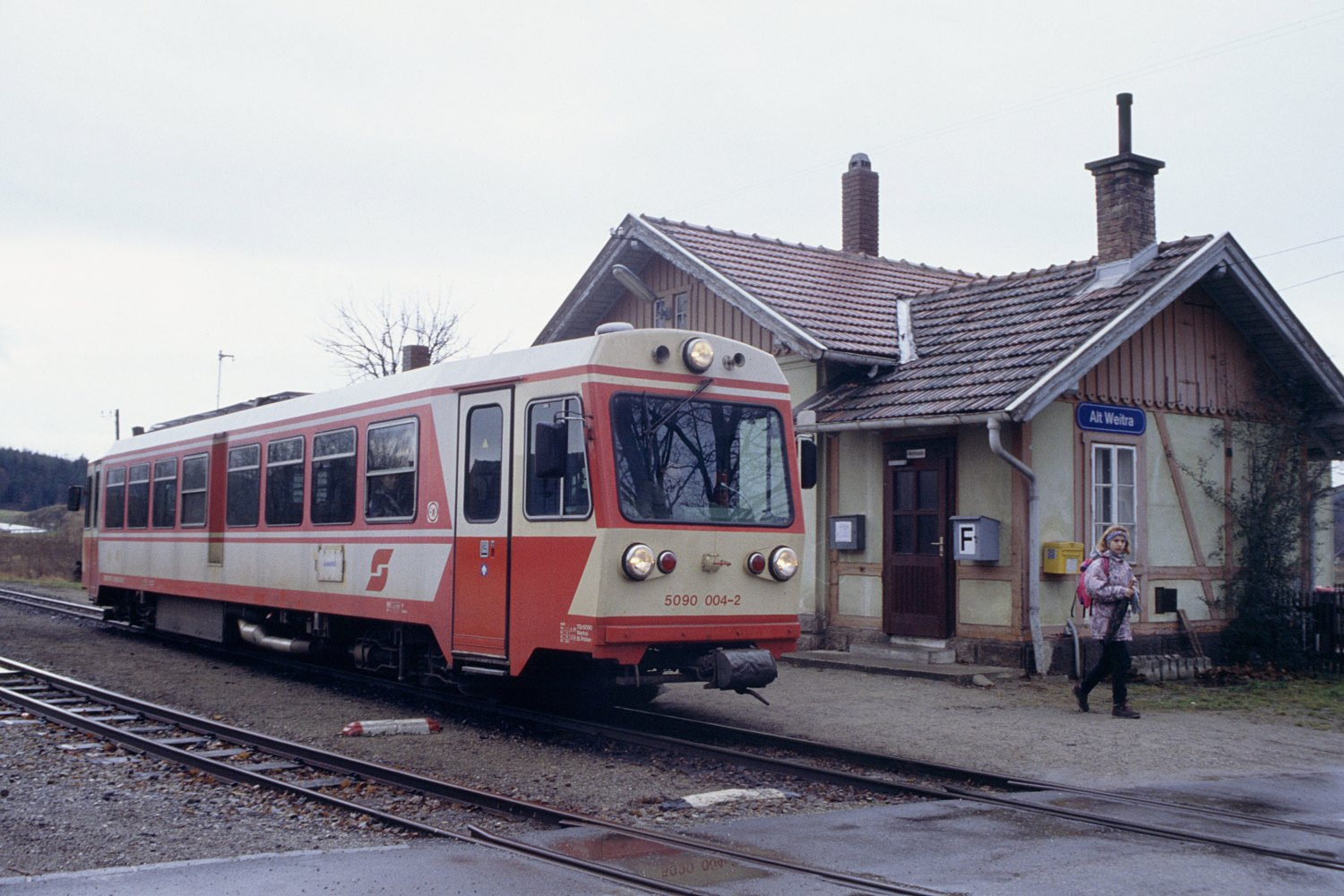
5090.004-2 in Ursprungslackierung
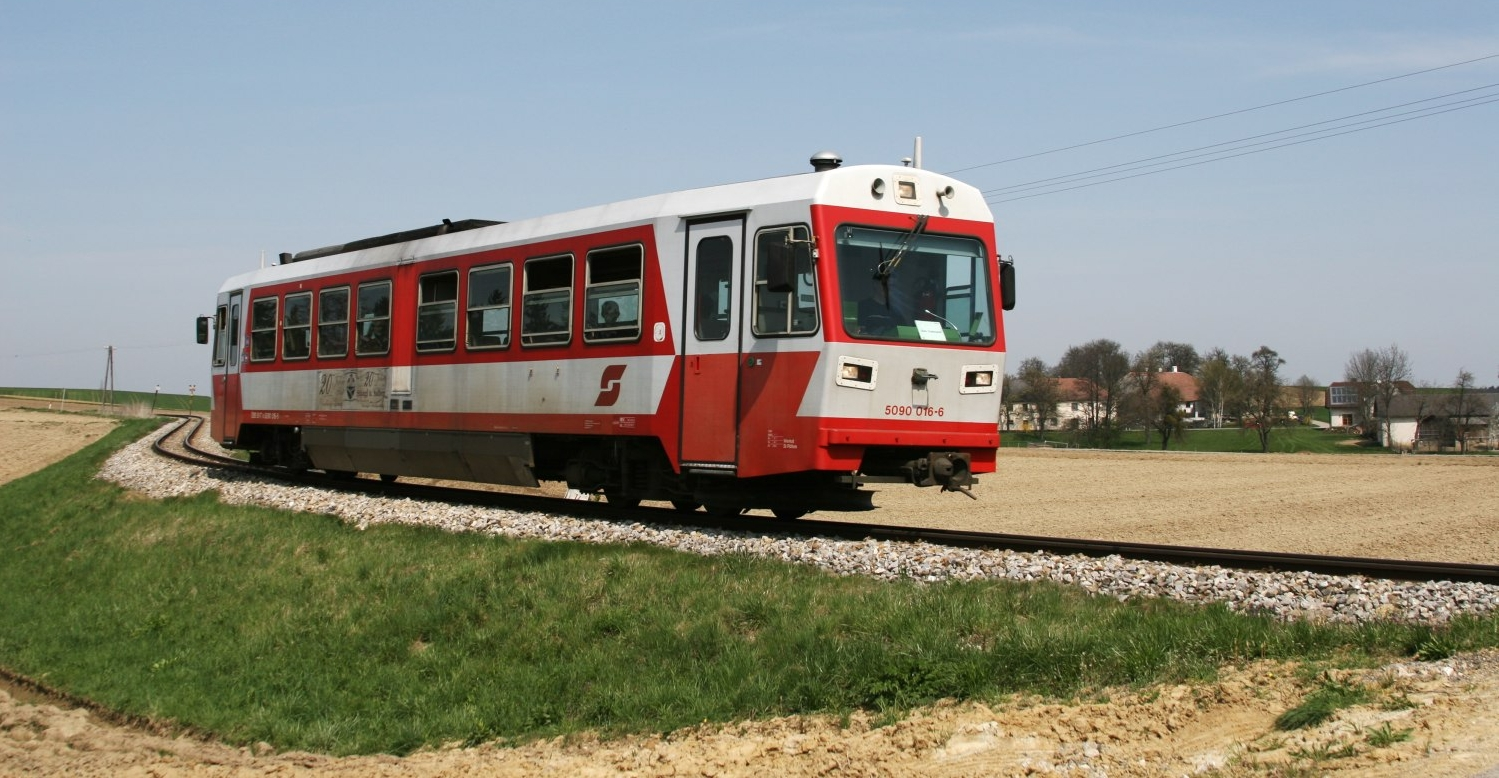
5090.016-6 in der verbesserten Ausführung in neuer Lackierung
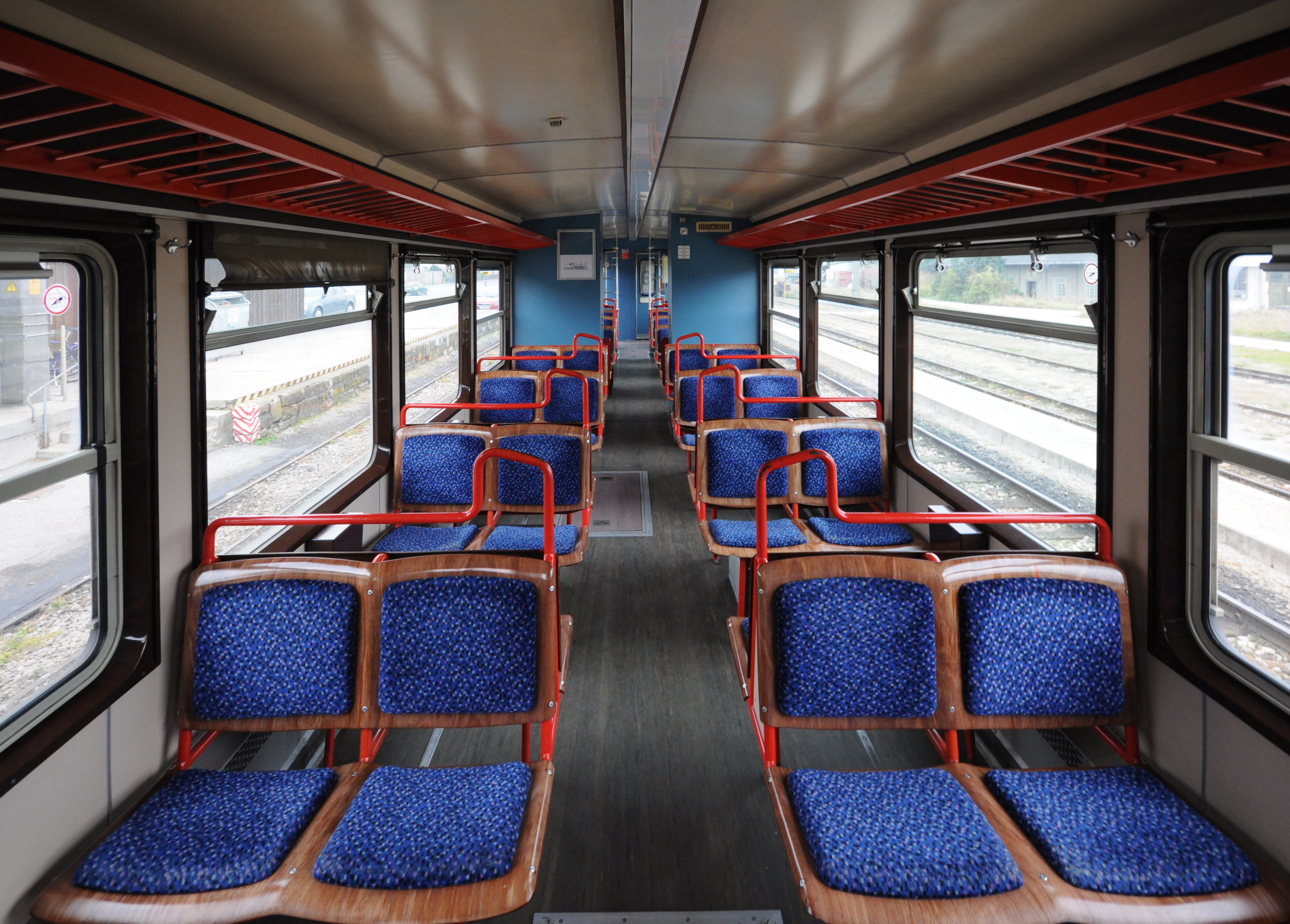
Der Innenraum eines 5090 nahezu im Ursprungszustand, einzig die Sitzbezüge wurden erneuert.

### Reisezugwagen

#### Fernverkehr (Modularwagen)

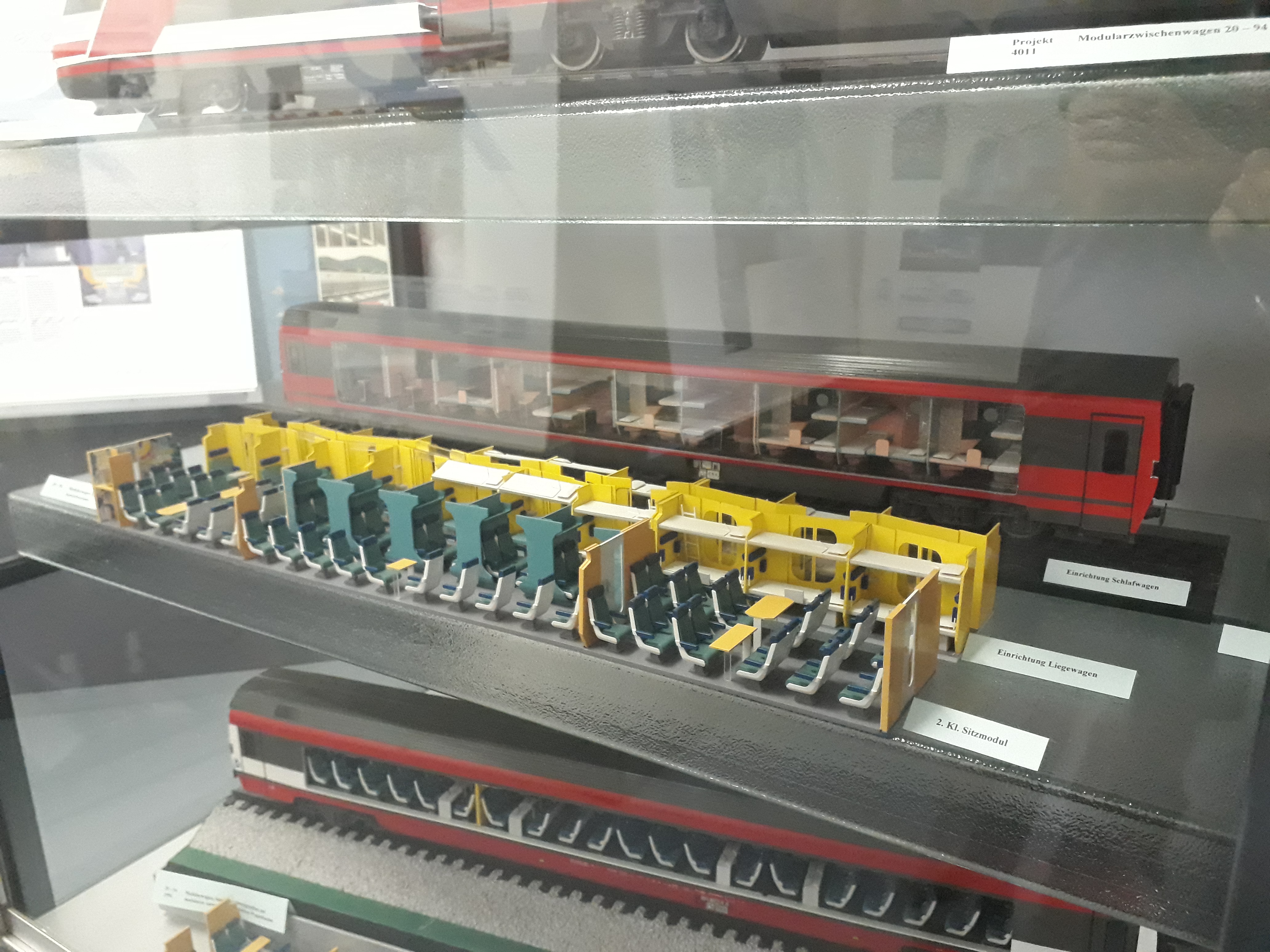
Modelle des Modularwagens mit verschiedenen Möglichkeiten den Innenausstattung.

Aufgrund der in den 1990er Jahren gestiegenen Ansprüche hinsichtlich technischer Ausstattung und Komfort im Fernverkehr (Klimaanlage, Druckdichtheit, Höchstgeschwindigkeit), benötigte man zusätzlich zu den druckertüchtigen Wagen des Typs Z1 weitere Großraumwagen für den Inlandsverkehr. Diese mit modularer Inneneinrichtung bei gleichem Wagenkasten konzipierten und von Valousek gestalteten Fahrzeuge wurden lediglich als Inlandsreisezugwagen mit Großraum 2. Klasse (Bmpz 20-94) zur Ablöse der Inlandsreisezugwagen Bmpz 20-75 beschafft. Ab 2001 folgten ähnliche, den RIC-Normen entsprechende Liegewagen (Bcmz 59-91.2), die im Gegensatz zu den Modularwagen freizügig international einsetzbar sind.

#### Nahverkehr

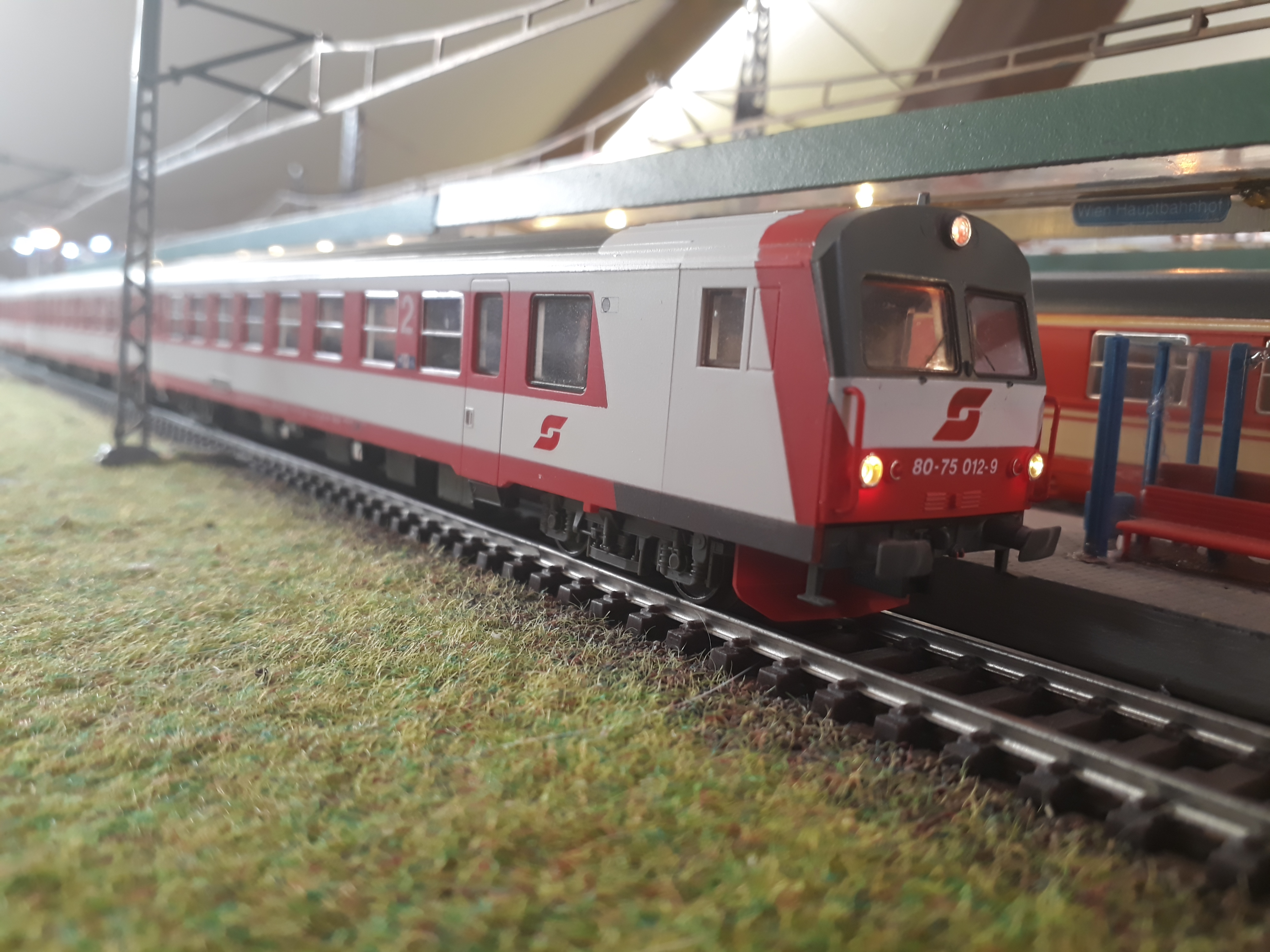
H0-Modell eines Wendezuges im Valousek-Design

Aufgrund der zunehmenden Verdrängung aus dem Fernverkehr entschied man in den 1990er Jahren, die noch recht neuen Inlandsreisezugwagen der Neuen Generation (umgangssprachlich als Lange Schlieren bezeichnet) zu Wendezugwagen für den Nahverkehr umzugestalten. Dies beinhaltete einen Umbau der Halbgepäck-, Speise- und Halbspeisewagen in Steuerwagen, sowie den Einbau einer durchgehenden Steuerleitung für die Fernsteuerung via UIC-Kabel. Die Frontgestaltung der Steuerwagen wurde an jene der Reihe 5047 angelehnt, ein Konzept Valouseks für die Neugestaltung des Innenraums nach damaligem Zeitgeist wurde seitens der ÖBB abgelehnt. Bereits während des Umbauprogrammes wurde die Lackierung Valouseks durch das Schrägdesign ersetzt, die Modernisierung des Innenraums erfolgte entsprechend der Ausstattung der neuen Doppelstockwagen.

## Nicht umgesetzte Projekte
Im Sinne des Design-Modulsystems der ÖBB sollten zusätzlich zu den Elektrolokomotiven 1822, 1014 und 1012 Diesellokomotiven (Projektbezeichnung 2014) sowie elektrische Triebwagenzüge für den Fernverkehr (Projektbezeichnung 4014) entstehen. Aufgrund geänderter Strategien der ÖBB kamen diese nicht zur Umsetzung.
Ebenfalls nicht umgesetzt wurden die Doppelstocktriebwagen 5048 bzw. die 3-teiligen Einheiten mit Niederflurmittelwagen 5247.
Modelle dieser Fahrzeuge sind in der Dauerausstellung des Eisenbahnmuseums Knittelfeld zu besichtigen.

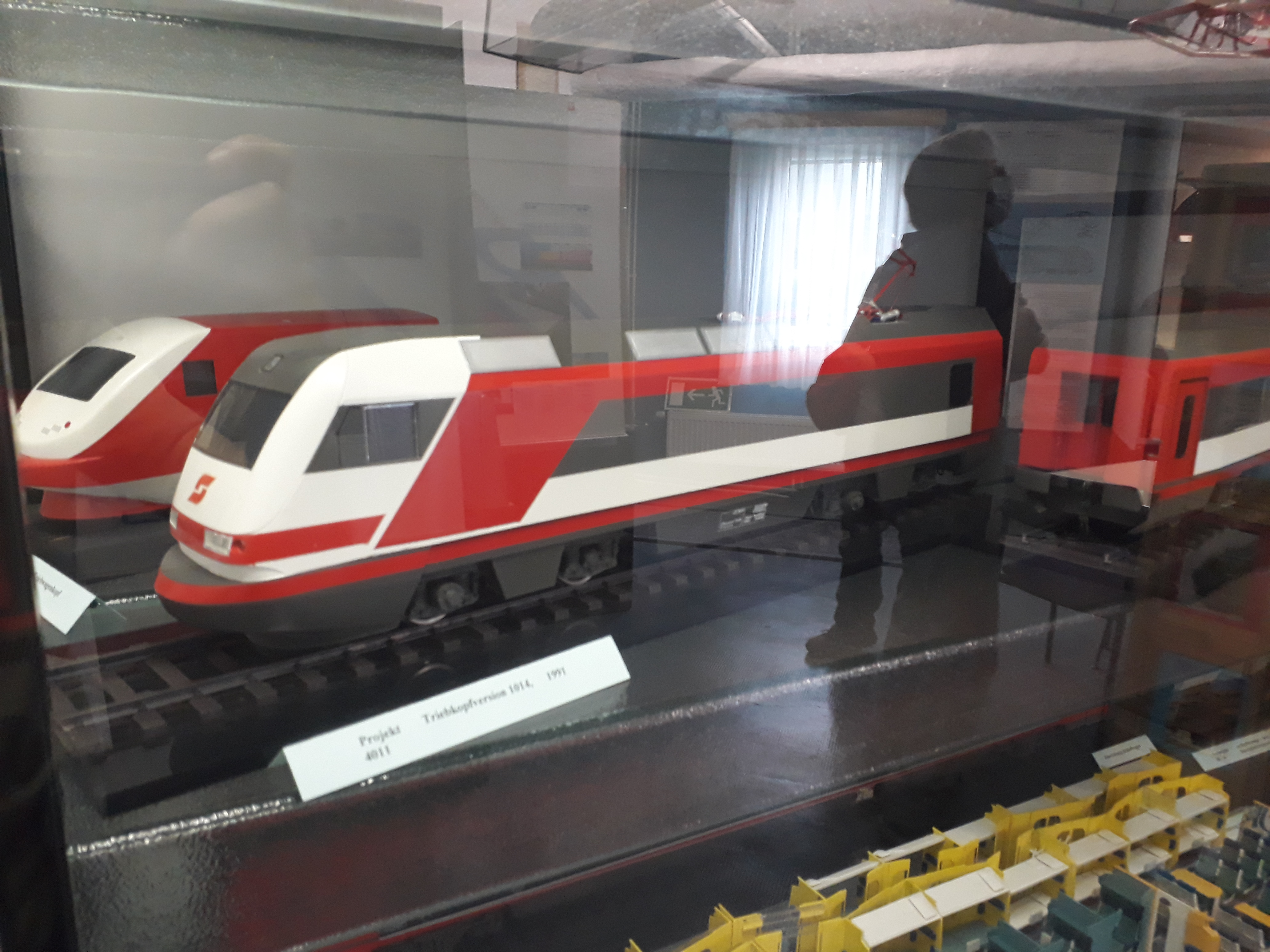
Modell des für die Nachfolge des 4010 vorgesehenen Elektrotriebkopfes 4014
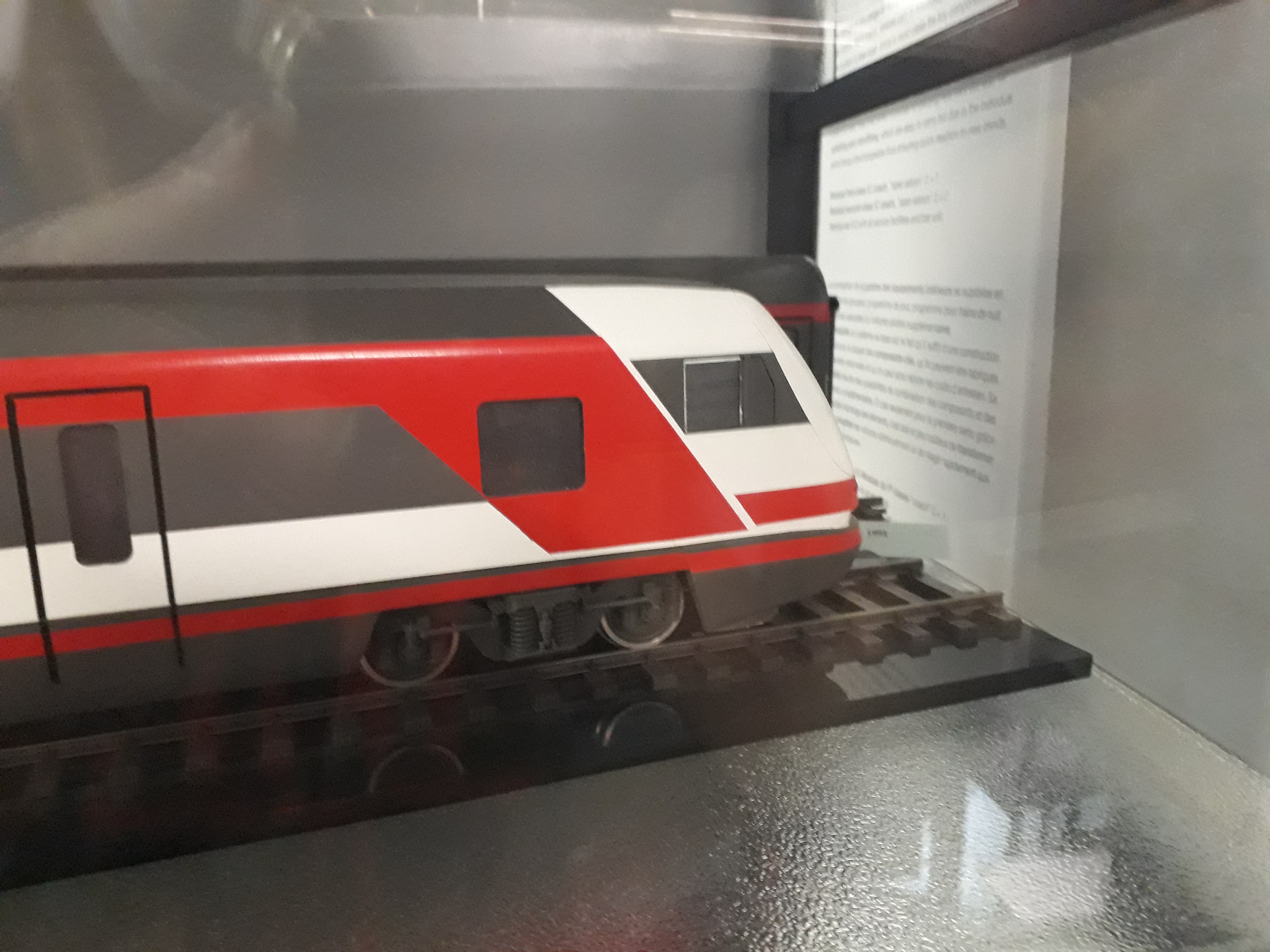
Detail der Kopfform des geplanten Steuerwagens 6014
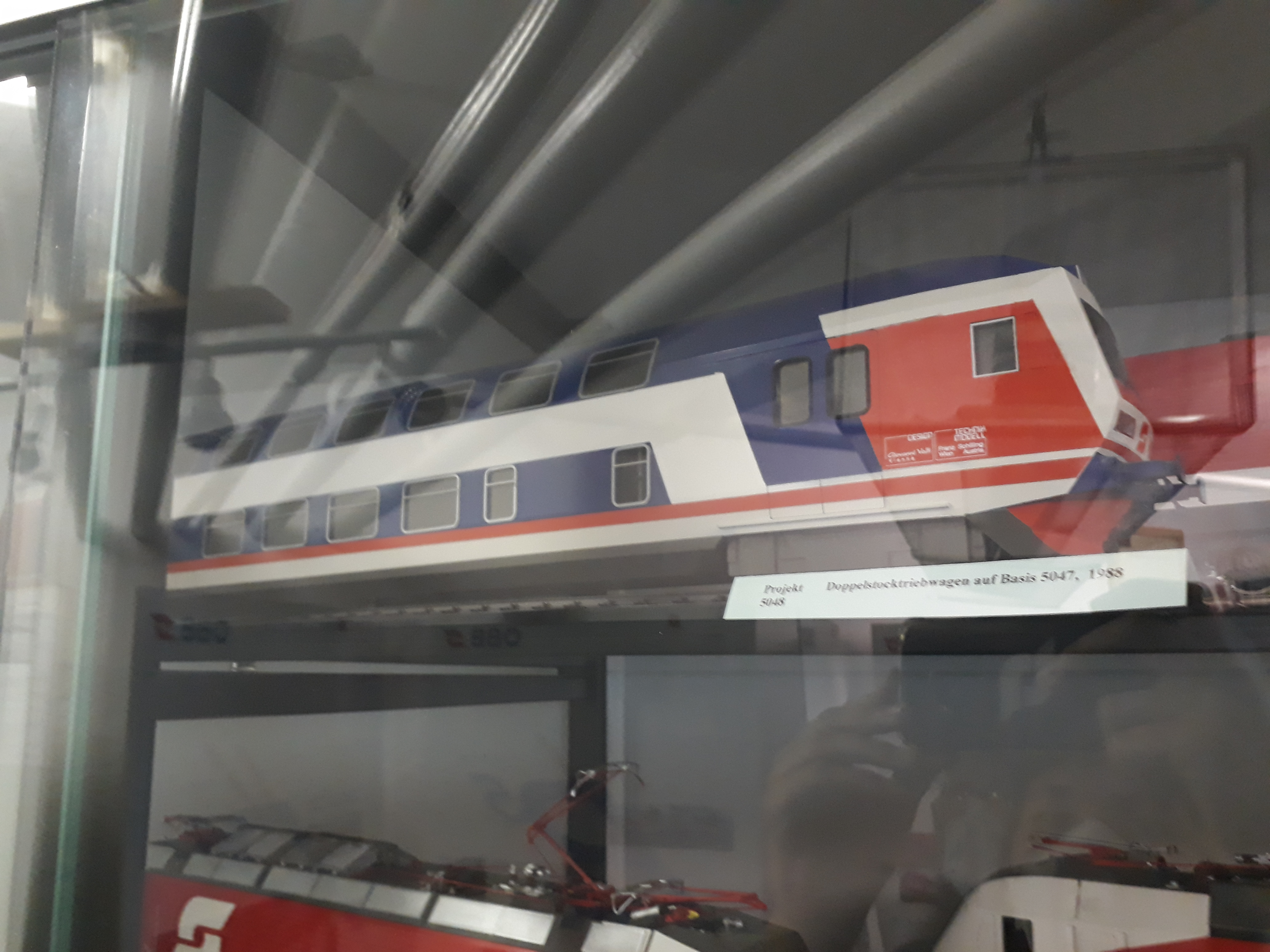
Modell des Doppelstocktriebwagens 5048